# Strängnäs domkyrka

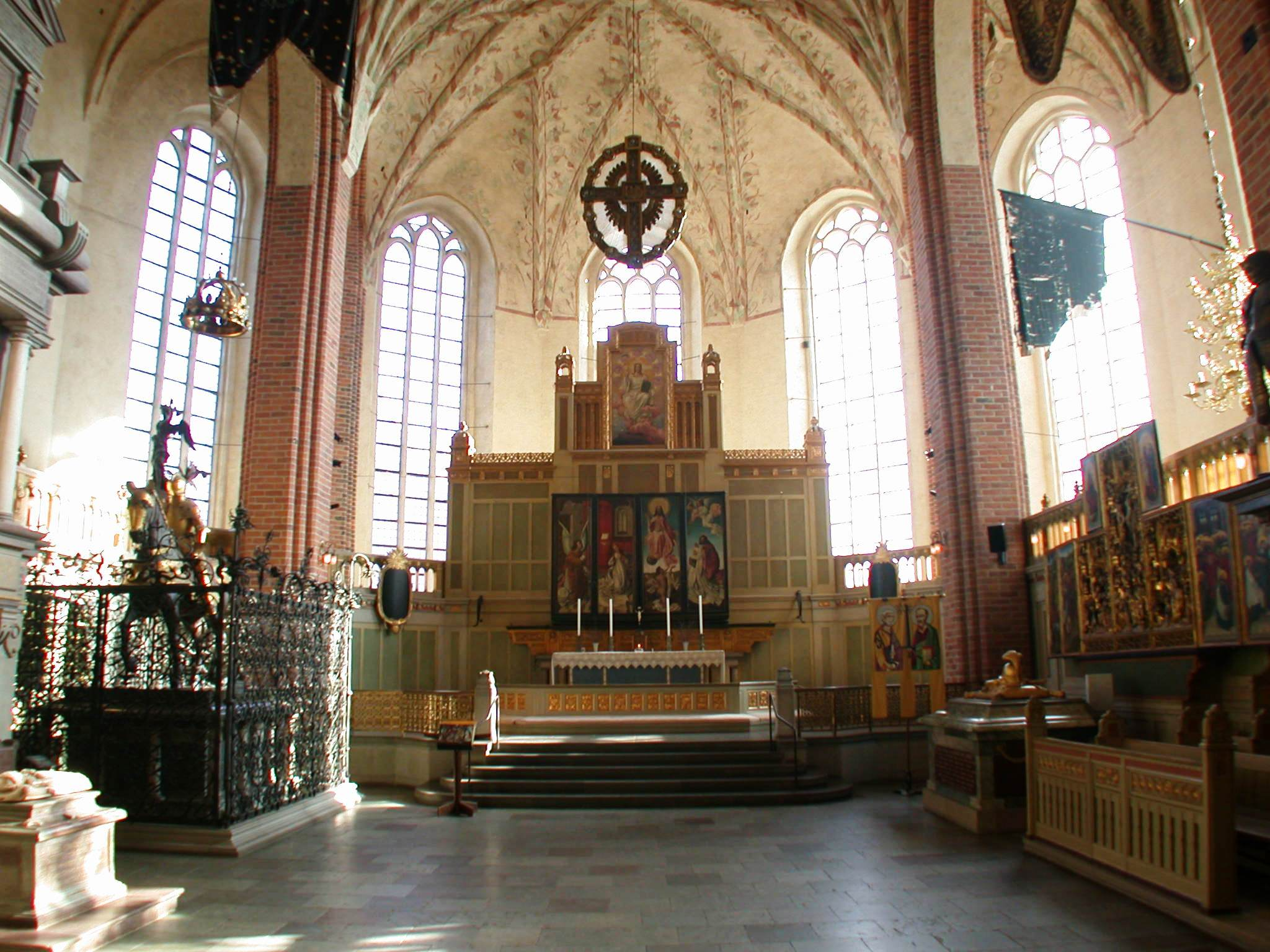
Koret. Till vänster återfinns Karl IX:s gravvård (ryttare på häst) och till höger ligger Sten Sture den äldre (med gyllene hjälm).

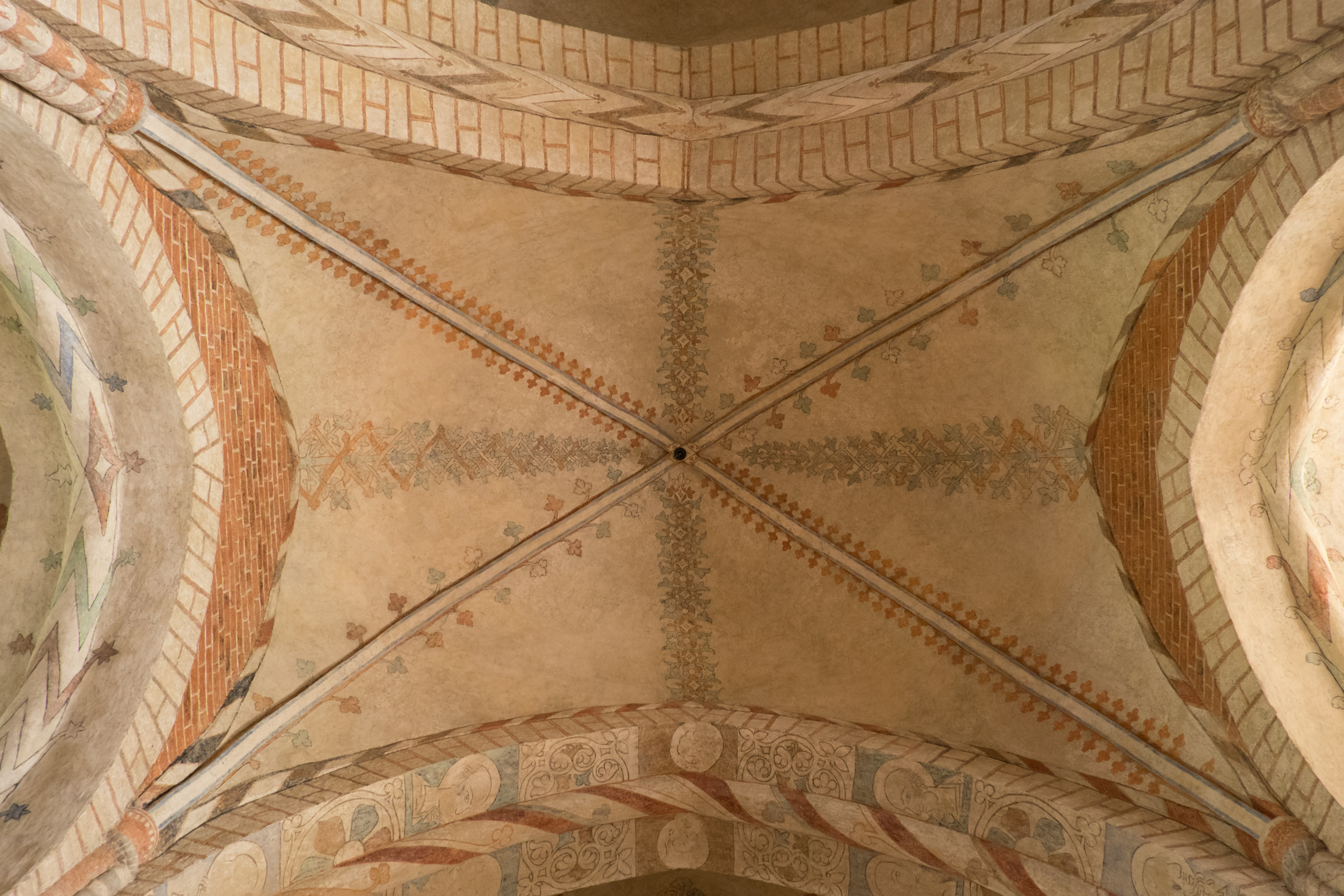
Dekorerat innertak från långhuset.

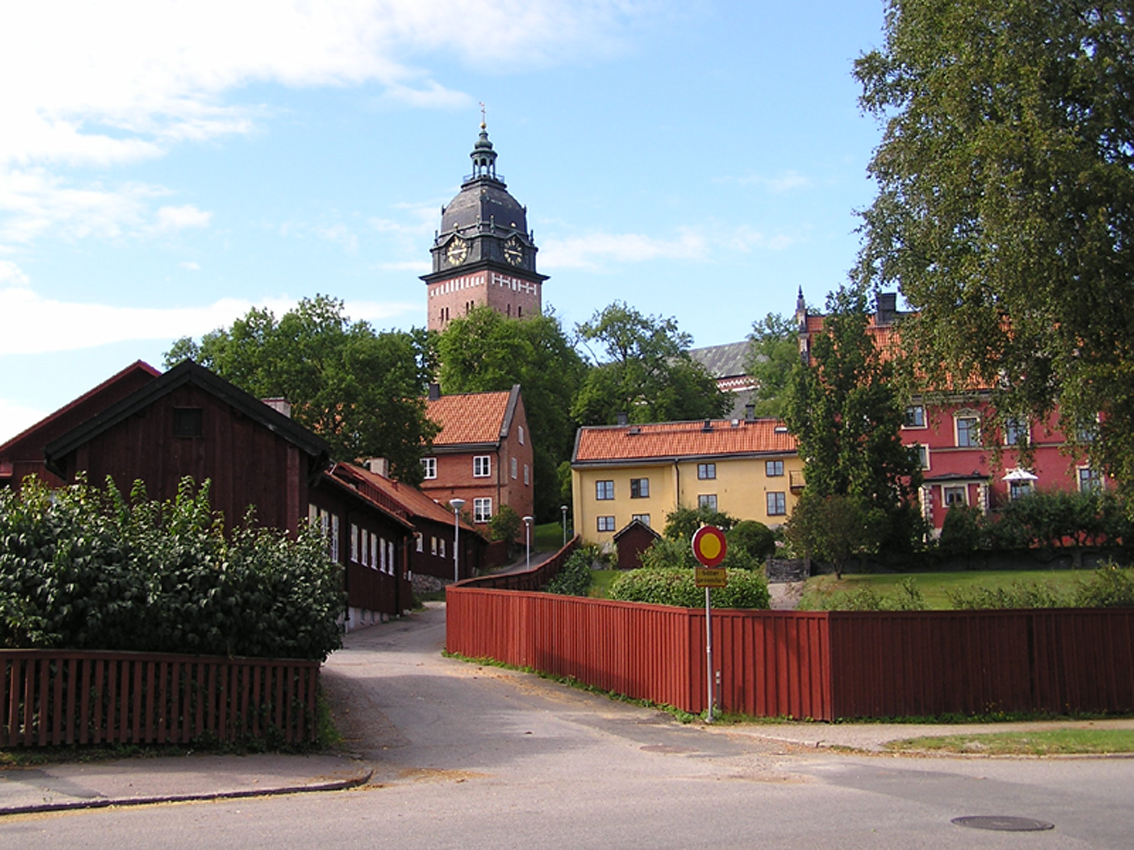
Strägnäs domkyrka med biskopshuset till höger, från sydöst.

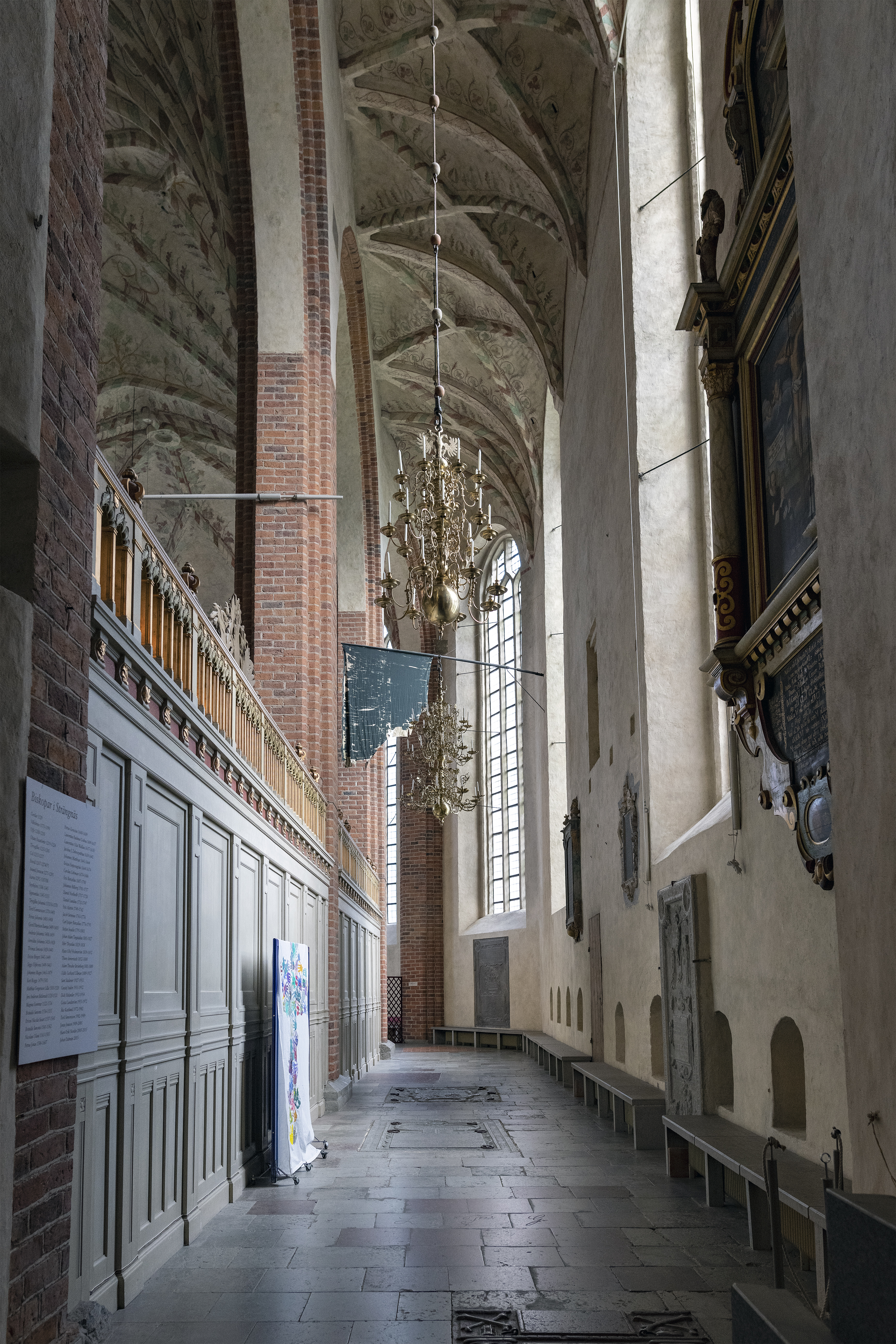
Sydsidan om koret.

Strängnäs domkyrka är en kyrkobyggnad belägen på Kyrkberget i centrala Strängnäs. Den är domkyrka i Strängnäs stift och församlingskyrka i Strängnäs domkyrkoförsamling med Aspö inom Svenska kyrkan.
Den nuvarande domkyrkan byggdes cirka 1260–1340 som en treskeppig hallkyrka i gotisk stil, uppförd i murtegel. Domkyrkan invigdes under 1330-talet och helgades då åt apostlarna Petrus och Paulus. Denna ursprungliga del av byggnaden kallas Kärnkyrkan, och kompletterades under 1300- och 1400-talen med tillbyggnader för gravkor, sidokapell, sakristia samt ett högkor med koromgång i öster. Det 75 meter höga klocktornet har byggts till vid flera tillfällen, och kröns sedan 1745 av en karaktäristisk tornhuv i barockstil.
Strängnäs blev biskopssäte i början av 1100-talet, och kyrkan har haft status som domkyrka för Strängnäs stift allt sedan den invigdes. Sedan 2015 är Johan Dalman biskop i Strängnäs stift. 

## Historik

### Tidigkristen kyrkogård
Arkeologiska undersökningar, utförda av Riksantikvarieämbetet 1982, 1984 och 1985 i kv Kyrkberget 11 och 12, ett 50-tal m nordost om nuvarande domkyrkan, resulterade i att man påträffade ett 20-tal kristna gravar från sen vikingatid–tidig medeltid. Dubbla C14-dateringar på ett av skeletten bekräftade arkeologernas antaganden under utgrävningarna. Det finns två runstenar inmurade i muren.
I den arkeologiska rapporten från 1996 påpekas det märkliga i att gravarna hade samma orientering som en på området belägen källare. Man anser därför att denna och begravningsplatsen har haft ett samband.
Eftersom nuvarande domkyrkan inte började byggas förrän i mitten av 1200-talet betyder det att den allra första kyrkan, troligen en så kallad stavkyrka av trä, torde ha varit belägen just där man fann de kristna gravarna.
Tidigare har gjorts gällande att tegelkyrkan byggts mitt över den tidigkristna helgedomen. Så kan alltså inte ha varit fallet. I rapporten  framhålls att dessa undersökningar ger en helt ny bild av Strängnäs äldsta historia.

### Den medeltida kyrkan
På 1250-talet kom dominikanerna till Strängnäs och började bygga ett konvent på norra stadsberget, där Sankt Eskil lidit martyrdöden. Dominikanernas kyrka och kärnpartiet i domkyrkan har varit tvillingkyrkor, alltså på samma sätt som i Sankta Maria kyrka i Sigtuna. Det var munkarna som lärde oss använda tegel och när man på 1250-talet började uppföra en ny större kyrka så använde man just tegelsten. Enligt en otillförlitlig uppgift skulle delar av kyrkan ha invigts av biskop Anund Jonsson sommaren 1291 men brunnit ned samma dag. I alla händelser blev tegelkyrkan inte helt klar förrän under 1330-talet. Troligen förrättade biskop Styrbjörn invigningen år 1334.

### Sidokoren
Denna första del, som byggts i form av en rektangulär hallkyrka, har sedermera kallats ”kärnkyrkan”. Redan 1342 kom den första tillbyggnaden, ett helgonkor med kalkmålningar längst fram vid södra väggmuren. Sedan följde kapellen på södra sidan: med sina nuvarande namn det Stenbockska koret längst i öster ca. 1340–1345, därefter Carl Carlsson Gyllenhielms gravkor och Djäknekoret. Längst i väster på långmurens sydsida uppfördes 1404 Vårfrukoret med målningar från 1430-talet, utförda av Fogdömästaren, och tre hagioskop och omkring 1425 byggdes nuvarande von Hessensteinska koret. Under 1300-talet utfördes också valvmålningar i långhuset. Mellan åren 1424 och 1444 murades kyrkans västtorn.

### Biskop Sigge Ulfsson Sparre
Åren 1448–1462 byggdes i öster ett gotiskt treskeppigt, polygonalt högkor med omgång, liksom en sakristia i norr. Efter att ha dekorerats med kalkmålningar, förmodligen utförda av någon från Strängnässkolan, invigdes det ljusdränkta högkoret i domkyrkan på midsommaraftonen  1462 av biskop Sigge Ulfsson Sparre (känd 1425, död 1463). Högkoret domineras av altarskåpet. Predikstolen i vitt och guld representerar kyrkans pompa under Gustav III:s dagar. Den tillverkades omkring 1789 av hovbildhuggaren Pehr Ljung (1743–1819).

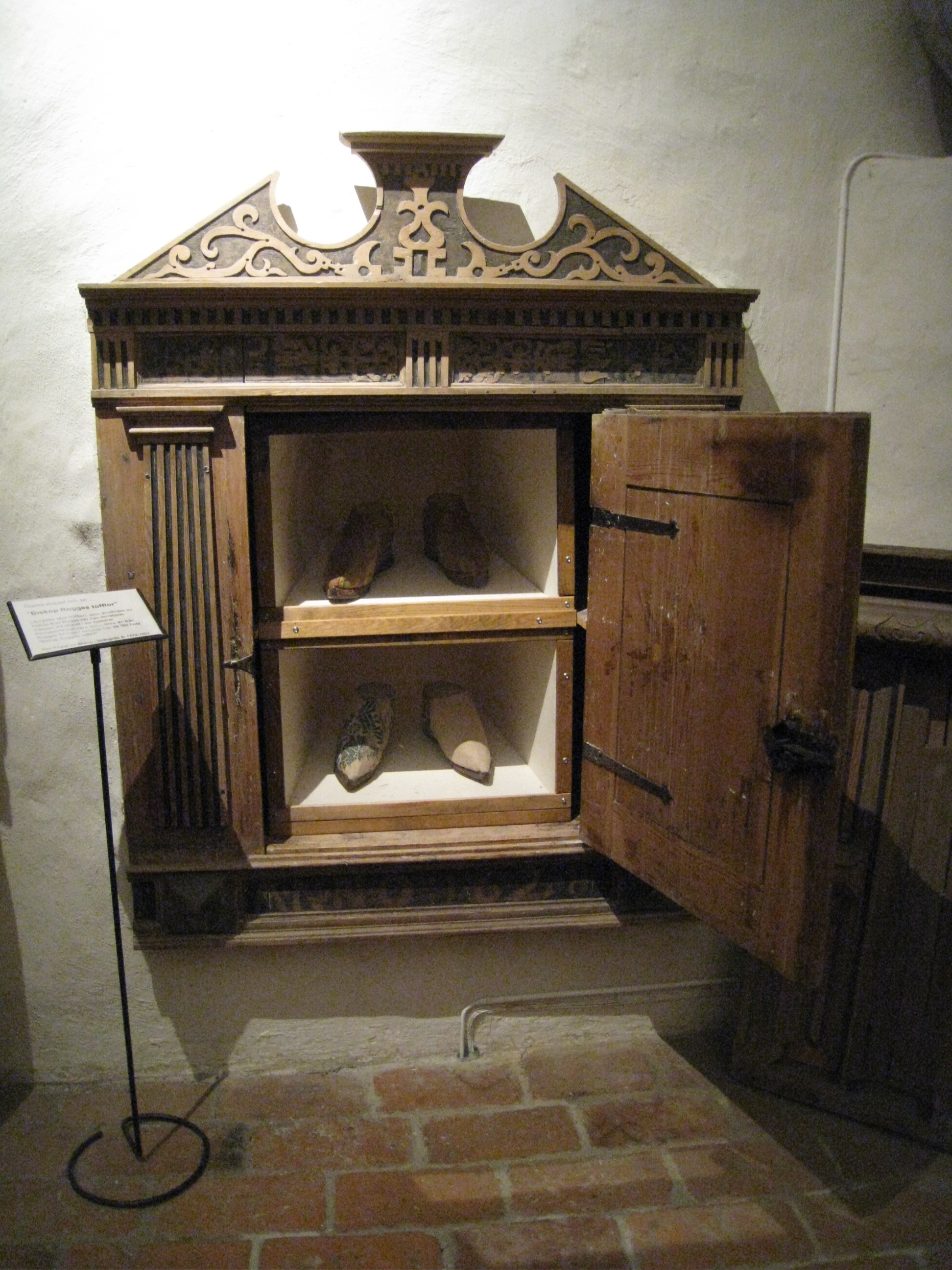
Väggskåpet i nedre sakristias östmur med biskop Rogges tofflor. Liturgiska skor (tofflor), som användes av biskop Kort Rogge (1425-1501) när han förrättade mässan vid altaret vid sin katedral. Altarskorna kan vara ännu äldre än från Rogges tid men i folkmun har de fått heta "Biskop Rogges toflor".

### Biskop Kort Rogge
År 1479 tillträdde Kort Rogge (1425–1501) som biskop i Strängnäs, vilket han var åren 1479–1501. Han var en politiskt aktiv kyrkoman, som också engagerade sig i domkyrkobygget. Efter en brand 1473 reparerades skadade delar, men biskopen lät också höja tornet, som efter högkorets tillkomst måste ha verkat en aning futtigt, och täckte hela kyrkan med ett gemensamt tak. Fram till ca 1500 tillkom ytterligare sidokapell samt ännu en sakristia i norr. Han skänkte också två altarskåp, varav det större, avsett för högaltaret, tillverkades i Flandern och färdigställdes i Bryssel 1490.

### De medeltida kalkmålningarna

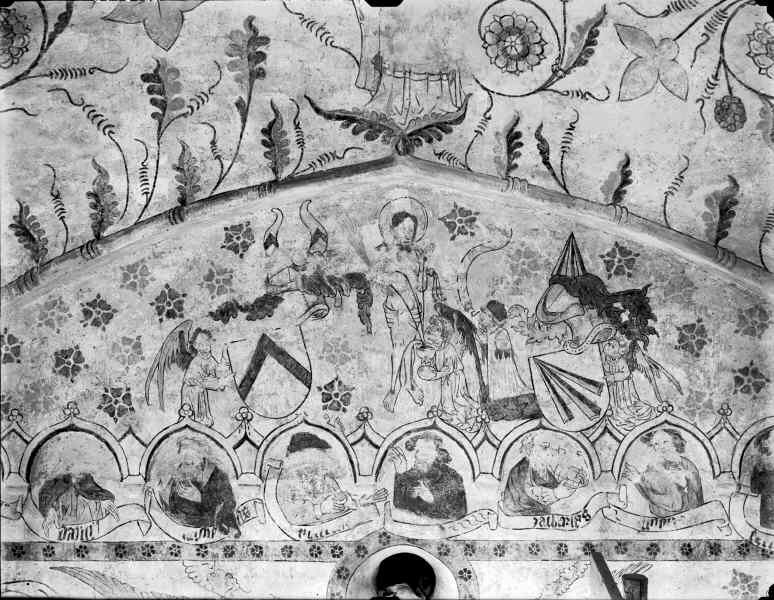
Detalj av kalkmålningar på högkorets västvägg ovanför triumfbågen målade av Strängnäsmästaren.

De senmedeltida målningarna i Strängnäs domkyrka är målade av Strängnäsmästaren, ett anonymnamn på den målare som utförde  målningarna. Troligen var Strängnäsmästaren huvudsakligen verksam med dekorationsmåleri. De två stora korvalven i Strängnäs domkyrka är fyllda av en synnerligen rik växt- och slingornamentik som följer valvens arkitektoniska former.

### Västportal och tornhuv
År 1648 skapades den stora västportalen med pelare. 1739–1745 fick tornet sin nuvarande huv, troligen efter ritningar av Carl Hårleman (1700–1753).

### Curmans restaurering
Under åren 1907–1910 vidtogs en omfattande restaurering under ledning av Fredrik Lilljekvist (1863–1932) med Sigurd Curman (1879–1966) som kontrollant. Bänkinredning, lampor på pelarna, korinredning med orgelfasad, allt utfört i jugendstil, tillkom nu. I detta projekt tillämpade Curman för första gången de nya antikvariska restaureringsprinciper han lärt sig under sina studieresor nere i Europa (varje tids tillägg skulle respekteras). Domkyrkan i Strängnäs är därigenom den av Sveriges domkyrkor som bäst bevarat sin medeltida karaktär.

### Martyrernas kapell
Annandag jul år 1999 invigdes Martyrernas kapell på den ursprungliga sakristians plats i Sack-Gyllenborgska gravkoret. Kapellet, som i ekumenisk anda är avsett att erinra om vår tids martyrer i Kristi världsvida kyrka, initierades av biskop Jonas Jonson. Konstnären Birger Boman svarade för den arkitektoniska och konstnärliga utformningen, i samarbete med Ove Hidemarks arkitektkontor. I kapellet finns minnestavlor över några av 1900-talets kristna martyrer, ett krucifix och en ängel utförda av Birger Boman, och ett fristående altare ritat av domkyrkoarkitekten Ove Hidemark. Där finns också medeltida träskulpturer, bland annat en skulptur från slutet av 1400-talet utförd av lübeckmästaren Bernt Notke, föreställande Erik den helige.

### Domkyrkobiblioteket
Strängnäs domkyrkobibliotek är ett av Sveriges äldsta alltjämt bevarade och fungerande bibliotek. Det leder sitt ursprung till år 1316 då Strängnäs dominikankloster enligt en bevarad urkund genom ett testamente fick ta emot en stormanänkas donation av böcker. Biblioteket byggdes därefter medvetet upp av biskoparna Kort Rogge och Johannes Matthiæ. Under 1600-talets utökades det genom drottning Kristinas försorg med krigsbyten, framför allt från städerna Prag Olmutz och Nikolsburg. Biblioteket kom under 1700-talets att utökas genom gåvor och testamenten  från stiftets lärda präster. Det var under 1800-talets förvarat i den dåvarande gymnasiebyggnadens stora sal och finns numera i det särskilda Bibliotekskoret i domkyrkans nordvästra hörn, med en särskild domkyrkobibliotekarie som ansvarig. Gymnasiets lektor i historia Henrik Aminson (1814–1885) utgav 1863 den över 600 sidor omfattande tryckta katalogen Bibliotheca templi cathedralis Stregnensis, quæ maximam partem ex Germania capta est circa finem belli triginta annorum, descripta, 1–2. Domkyrkobibliotekarie Ragnhild Lundgren har publicerat en modern datoriserad katalog i Kungl. Bibliotekets databas LIBRIS. Den är 2017 tillsammans med en vetenskaplig introduktion tryckt i två band, nära 1200 sidor, Strängnäs domkyrkobibliotek. Systematisk katalog över tryckta böcker. 
Domkyrkobiblioteket skall inte förväxlas med ett annat historiskt bibliotek i Strängnäs, det så kallade Roggebiblioteket, en enhet inom Kungliga Biblioteket.

## Kyrkobyggnaden
Domkyrkan är uppförd i murtegel under medeltiden, och består av ett långhus med säteritak, polygont utformat kor i öster och ett inbyggt klocktorn i väster. Den ursprungliga grundplanen var rektangulär, och färdigställdes på 1330-talet. Denna medeltida del av fastigheten har kommit att kallas Kärnkyrkan.
Under 1300- och 1400-talen bygges kyrkan ut, bland annat genom klocktornet i väster. I tornets bottenvåning finns en pelarförsedd ingångsportal. Mellan tornet och långhuset finns rester av Kärnkyrkans portal.
Långhuset är treskeppigt med enkla kryssvalv, och kompletterades längs ytterväggarna med en rad sidokapell och gravkor.
Högkoret i öster utgör också en tillbyggnad. Till skillnad från långhuset täcks det av stjärnvalv, och omges av en koromgång. I norr finns en sakristia.

### Exteriörbilder

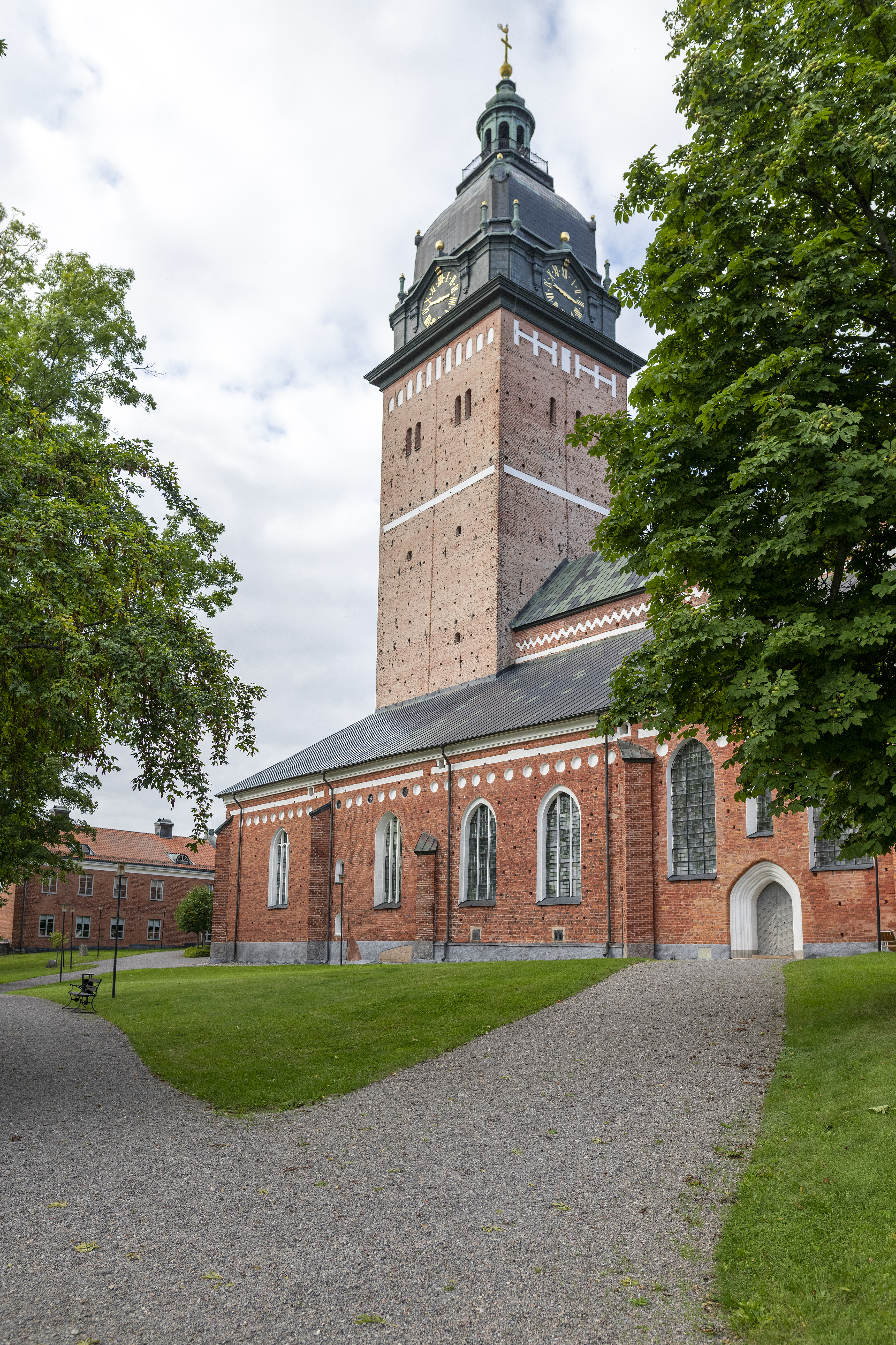
Sydfasad och torn.
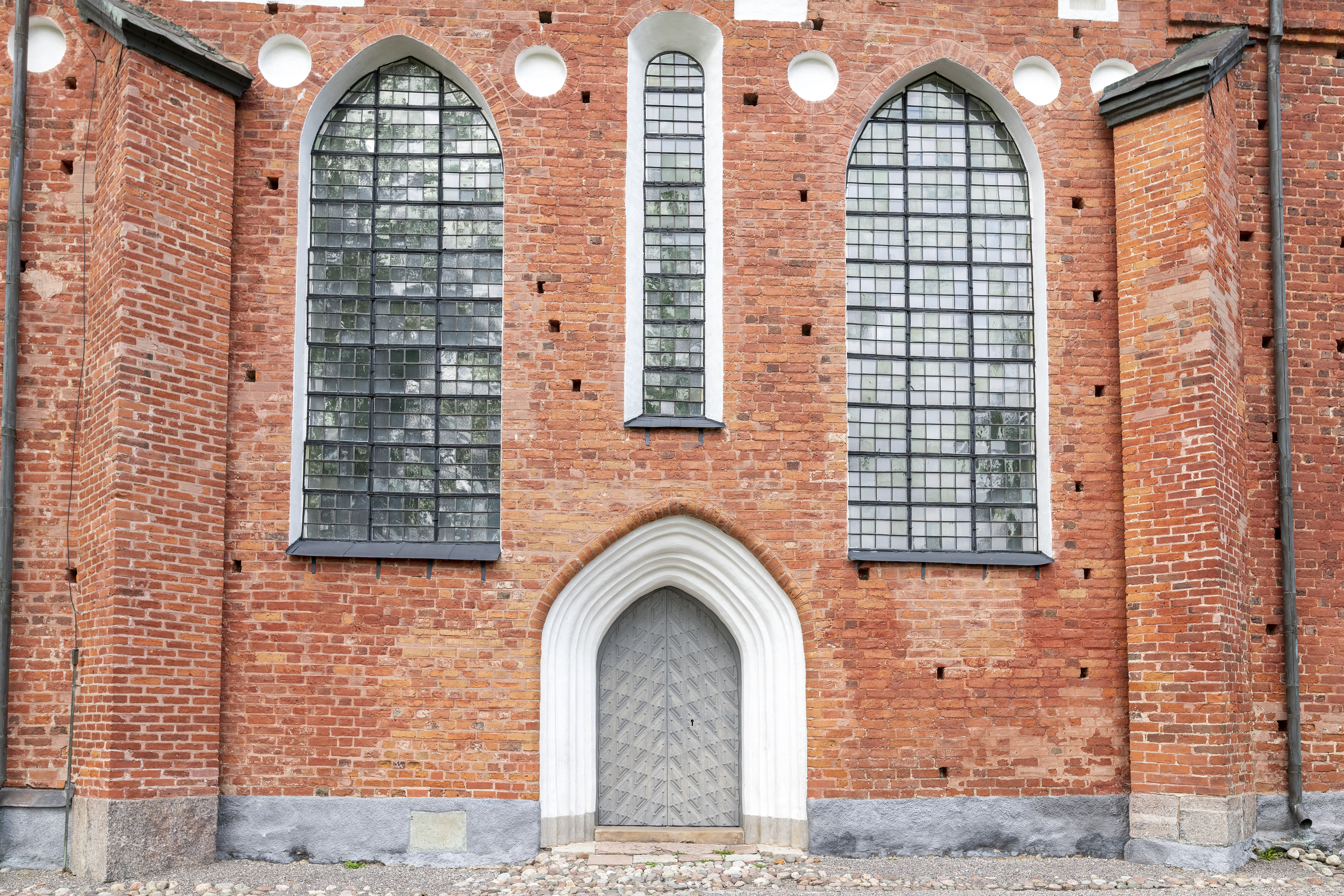
Del av sydfasad.
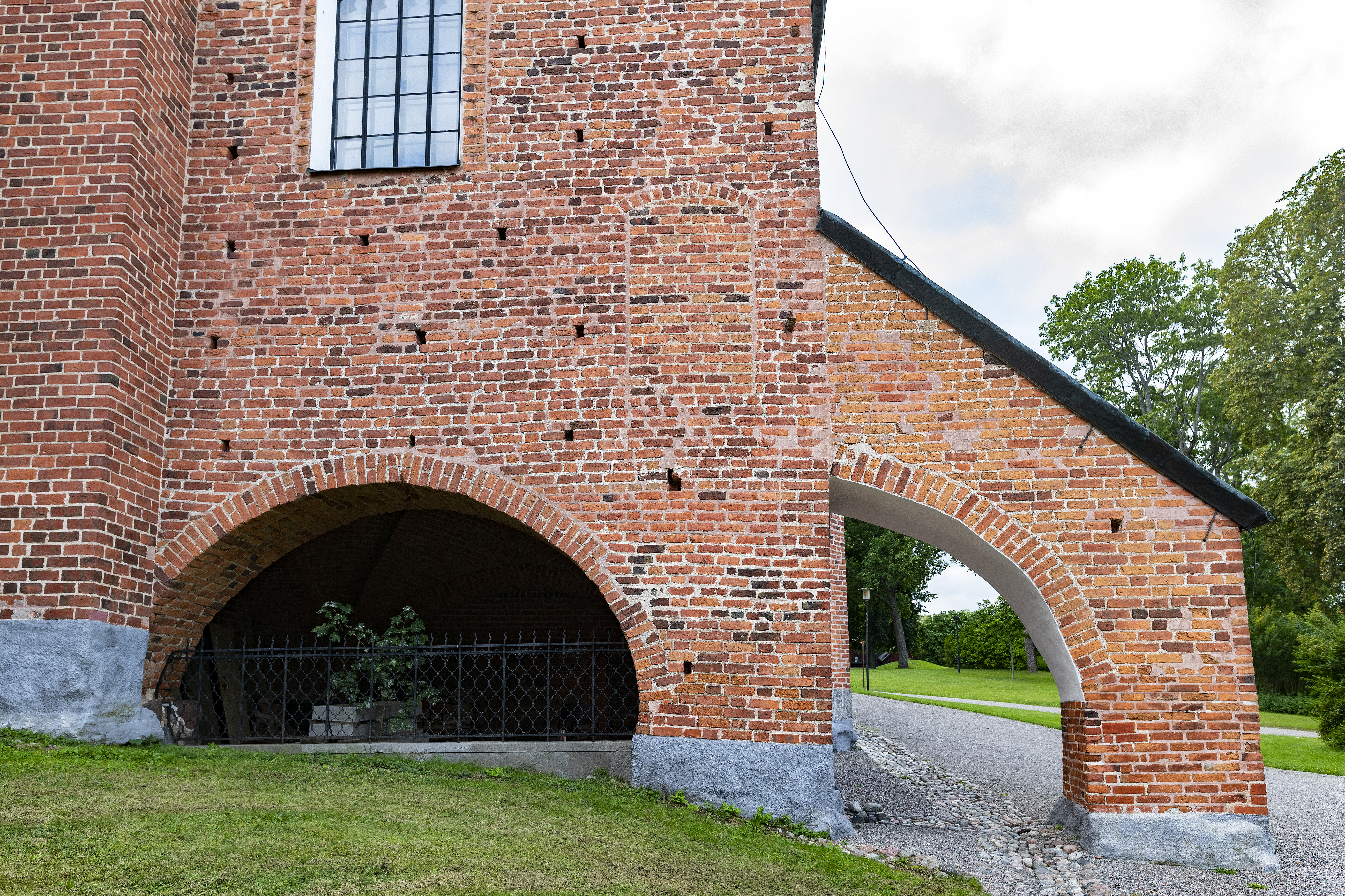
Strävpelare i sydväst.
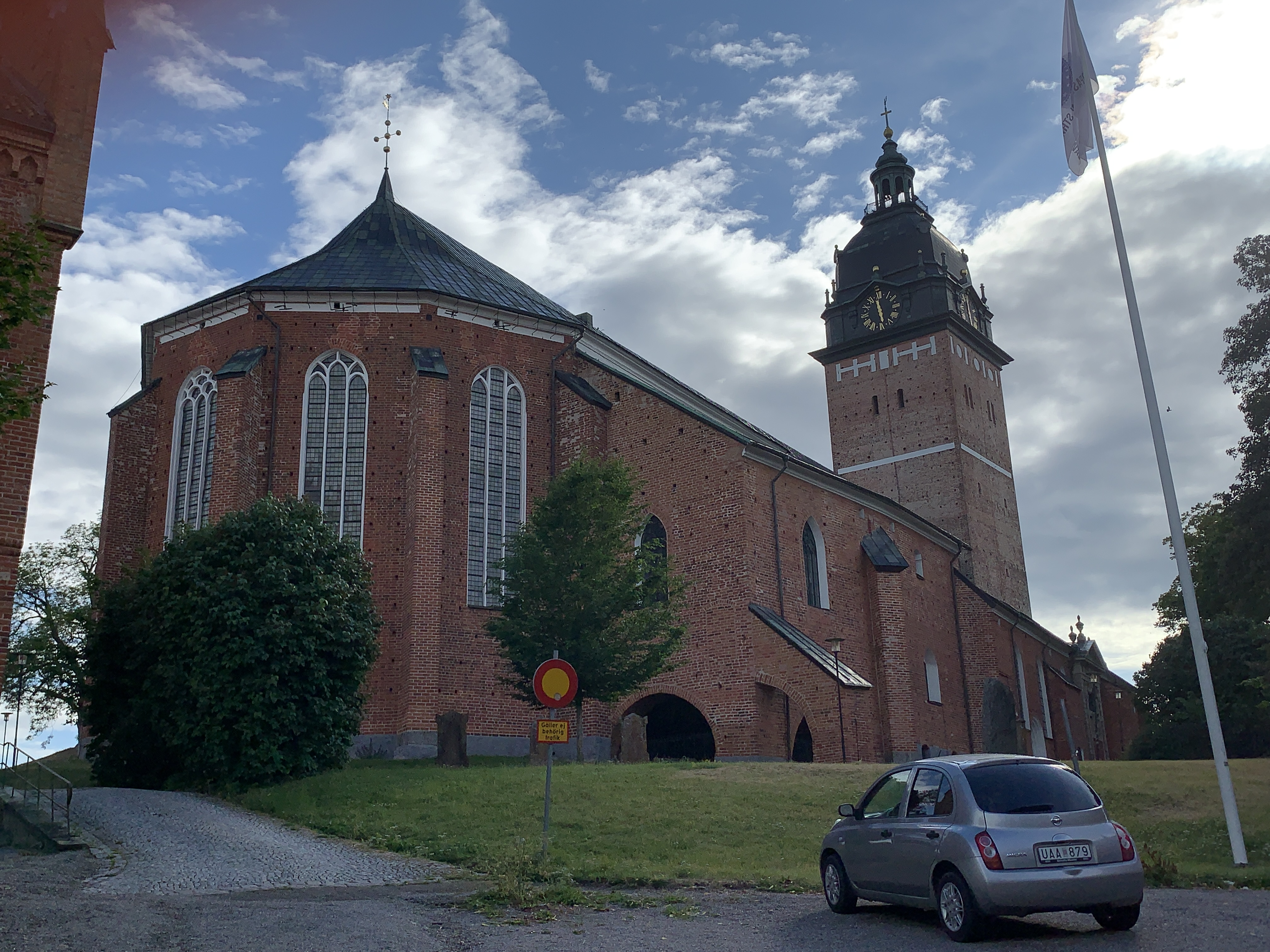
Nordfasaden.
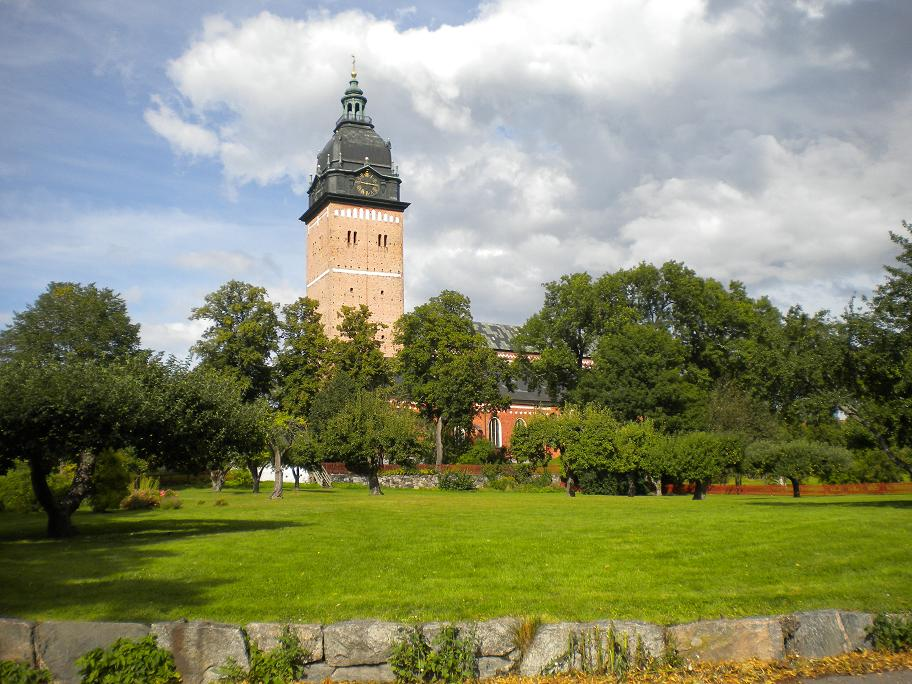
Strängnäs domkyrka 2009.
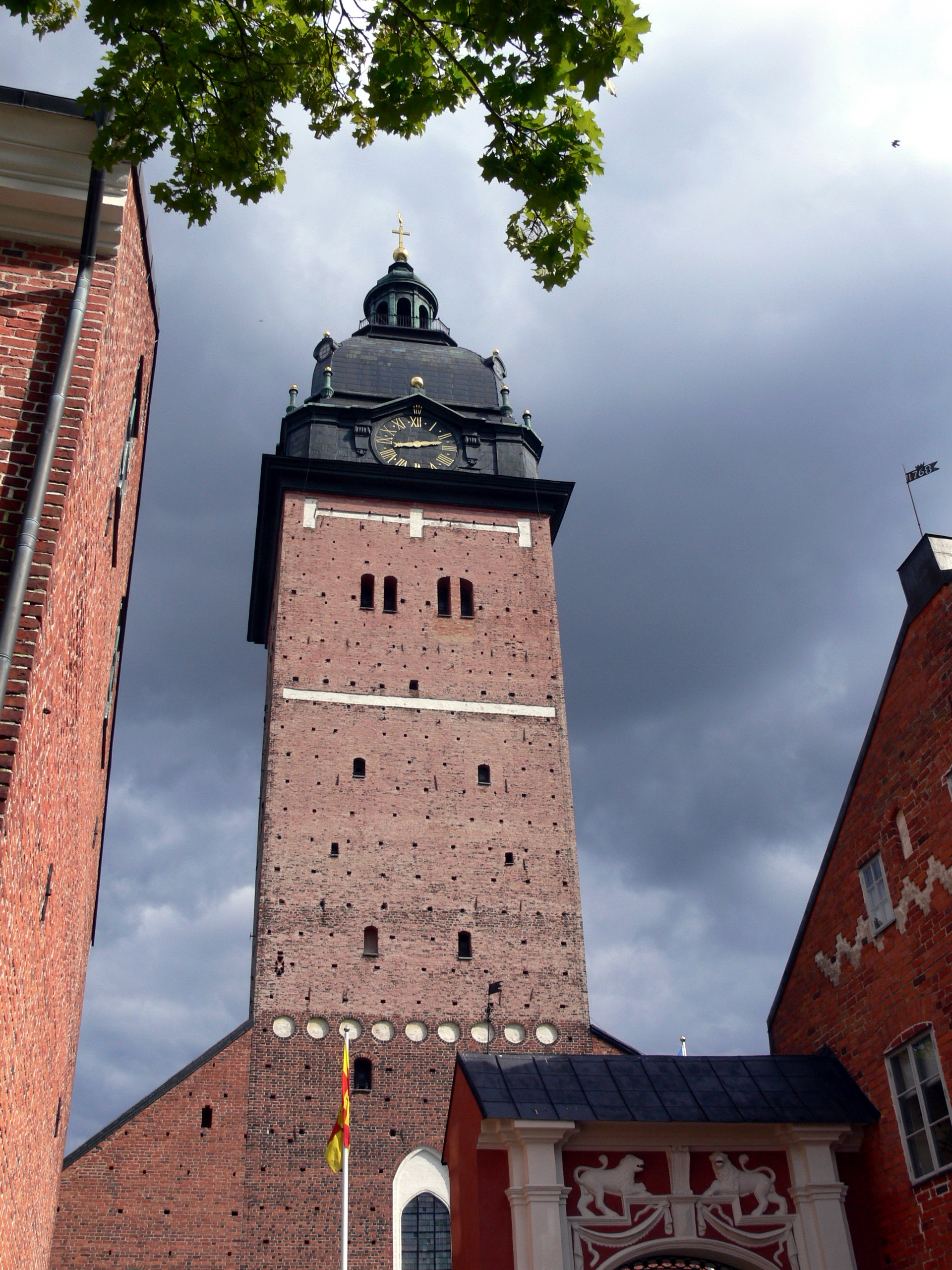
Kyrktornet.

## Inventarier
- I domkyrkan står tre välbevarade  flanderska, medeltida altarskåp, som Riksantikvarieämbetet 1978 benämnde som kyrkans "förnämsta inventarier" och "internationellt berömda klenoder".[1] Skåpet vid högaltaret, kallat Roggeskåpet, är från 1480–1490 med bilder från julens evangelium och, när man öppnat skåpet, passionshistorien. Det tillverkades i Flandern och färdigställdes i Bryssel (i en Brysselverkstad) 1490. Skåpet är skänkt av biskop Kort Rogge och är ett av Sveriges största altarskåp samt det största i kyrkan. Roggeskåpet vid högaltaret i domkyrkan är det största och märkligaste av kyrkans medeltida altarskåp.
- Det mindre passionsskåpet, eller Lilla Roggeskåpet, altarskåp från Bryssel runt omkring år 1500. Det har skulpturer av törnekröningen, korsfästelsen och uppståndelsen i mittpartiet, och har målningar av bland annat påskevangeliet på dörrarna. Det står i korets södra sida bakom Sten Stures gravtumba. Skåpet är utfört på beställning av biskop Rogge och smyckas av biskopens vapen.
- Mariaskåpet, altarskåp från 1507–1508 som står i dopkallet, tillskrivet Jan Bormans verkstad. Skåpet har skulpturer i mittstycket av Kristi födelse, jungfru Marie trolovning och konungarnas tillbedjan. På dörrarna finns målade scener ur Marias, Joakim och Annas — jungfru Marias föräldrar — samt Jesusbarnets liv. Skåpet har en predella med målningar av Kristus och de tolv apostlarna, utförda i Antwerpen 1515–1520.
- Dopfunt, paradisfunt av brons från 1300-talet med silverskål från 1992 av Anna-Stina Åberg.
- Dopfunt av kalksten, gotländskt arbete från cirka 1300.
- Predikstol i gustaviansk stil i vitt och guld tillverkad omkring 1789 av hovbildhuggaren Pehr Ljung.
- Träskulptur av Erik den helige, tillskriven Lübeckmästaren Bernt Notke omkring 1490. Den var sannolikt utförd för ett Sankt Erikskapell.
- Monument i kalksten till 400-årsminnet 1952 av Olaus Petri och Laurentius Andreæ, skapat av konstnären Erik Sand i Strängnäs.
- Herrskapsbänk
- Två psalmtavlor

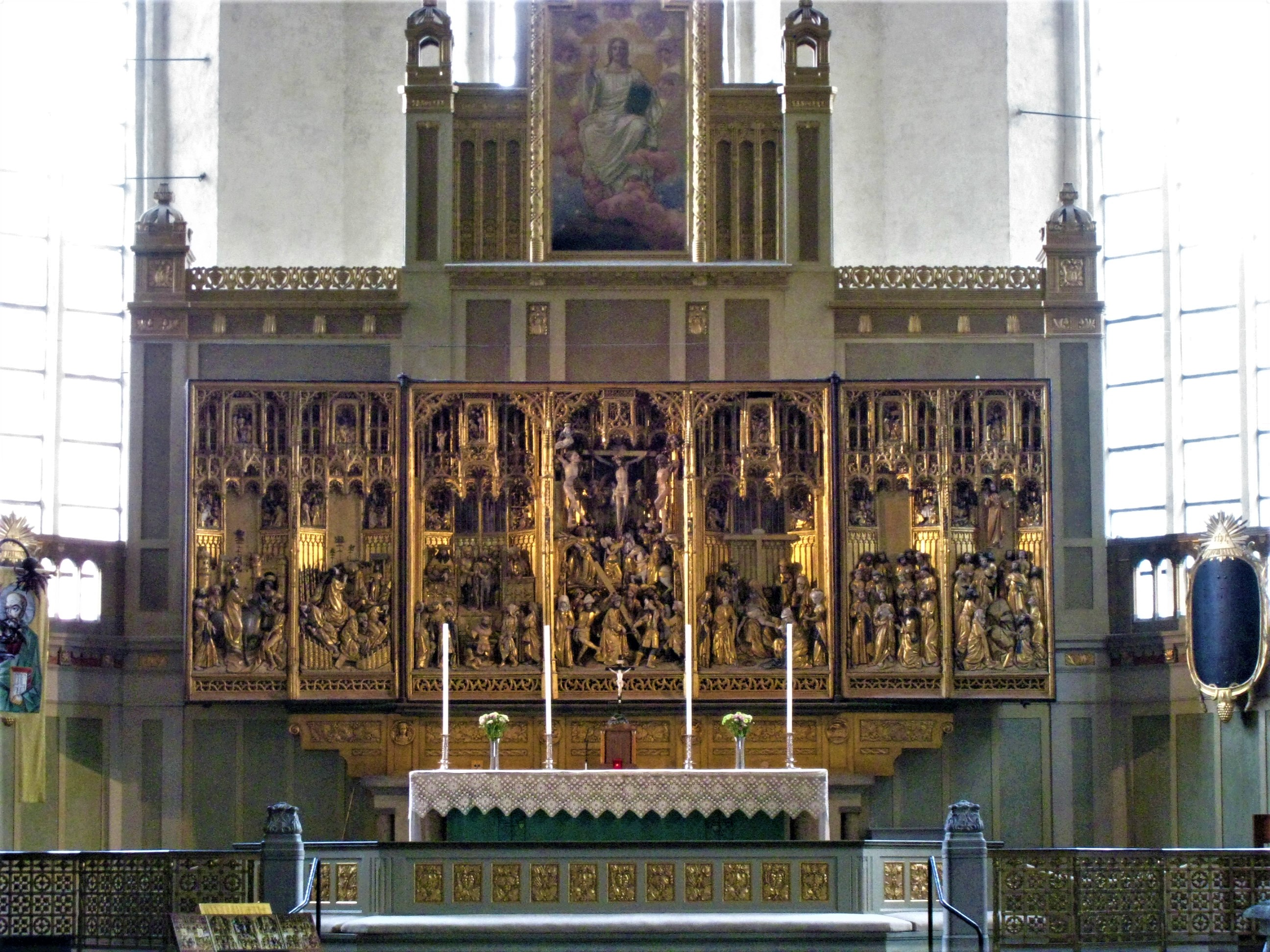
Det större altarskåpet, högaltaret, är tillverkat i Flandern 1480–1490 och skänktes av biskop Kort Rogge.
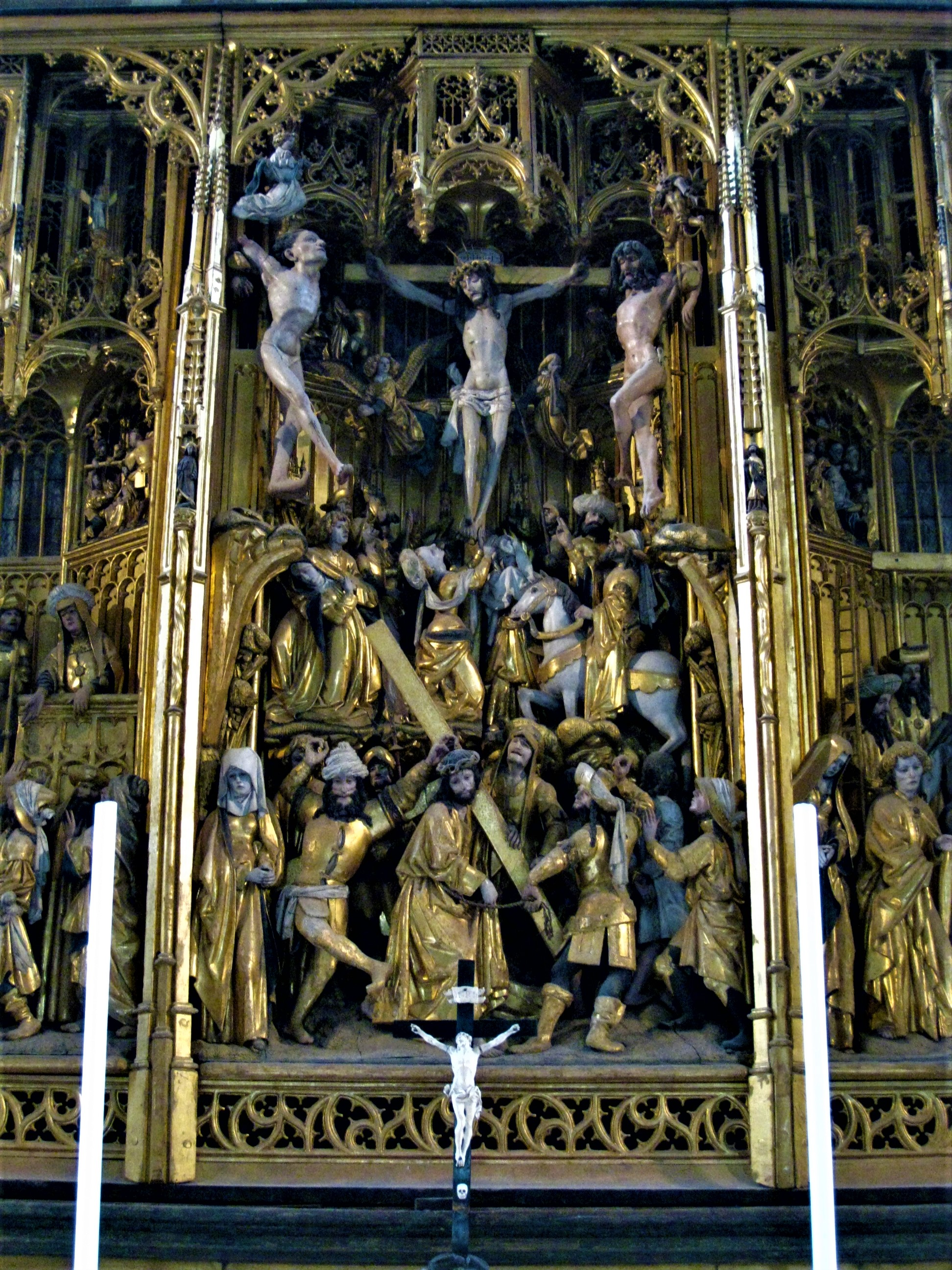
Detalj av det större altarskåpet vid högaltaret, kallat Roggeskåpet, är från 1480–1490, med bilder från julens evangelium.
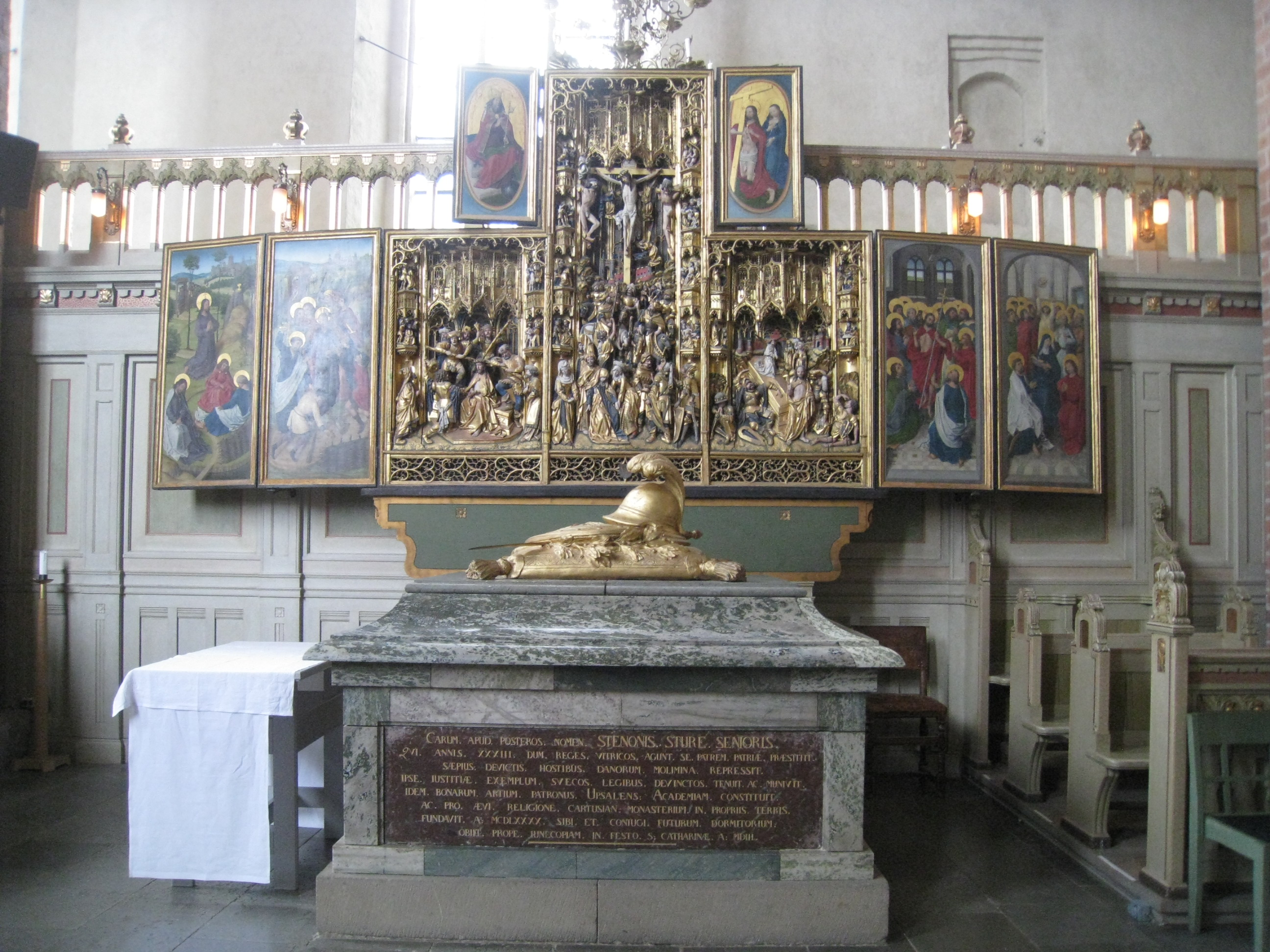
Passionsskåpet eller Mariaskåpet är tillverkat i Bryssel 1507–1508 och tillskrivet Jan Bormans verkstad.
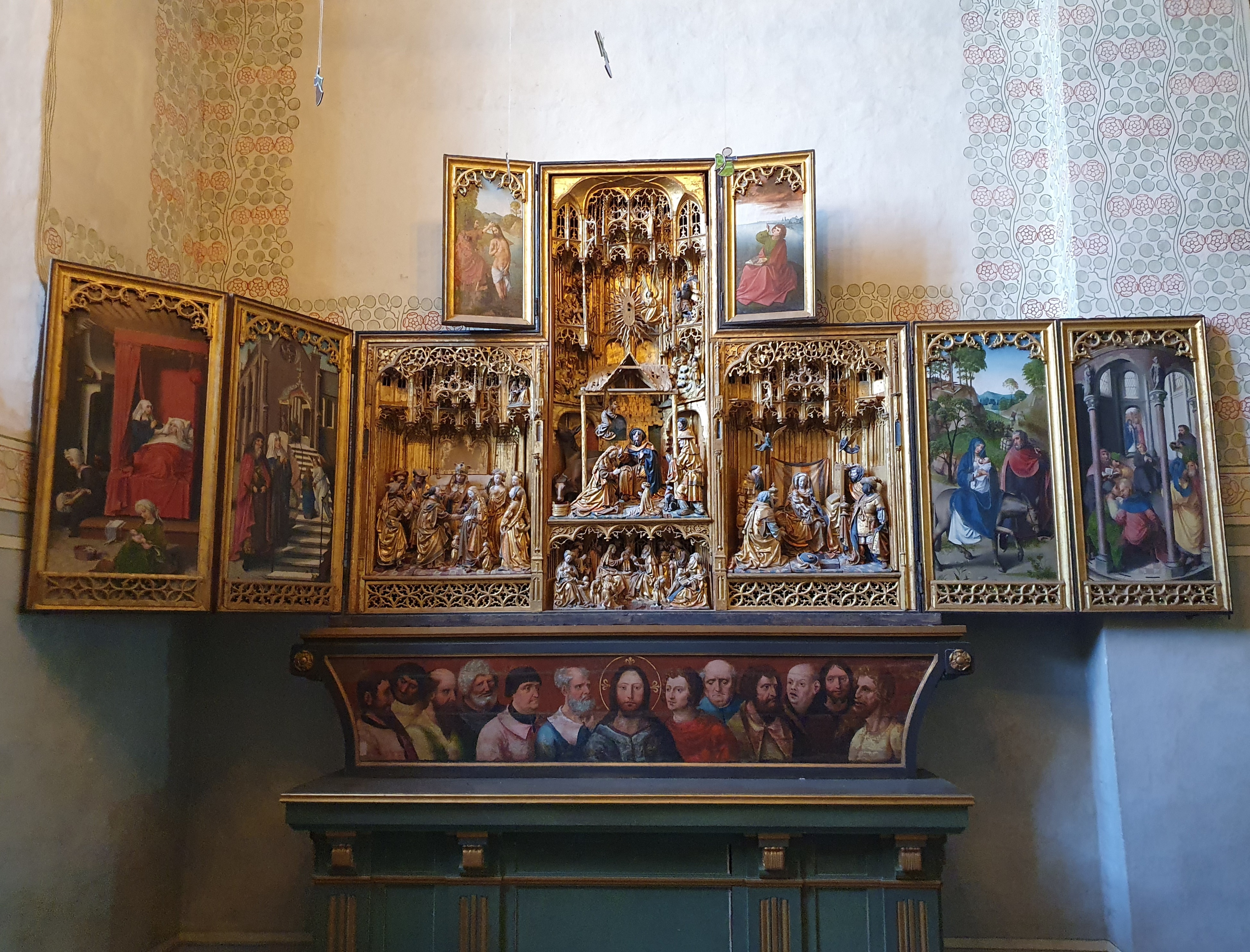
Mariaskåpet är ett altarskåp i domkyrkans dopkapell.
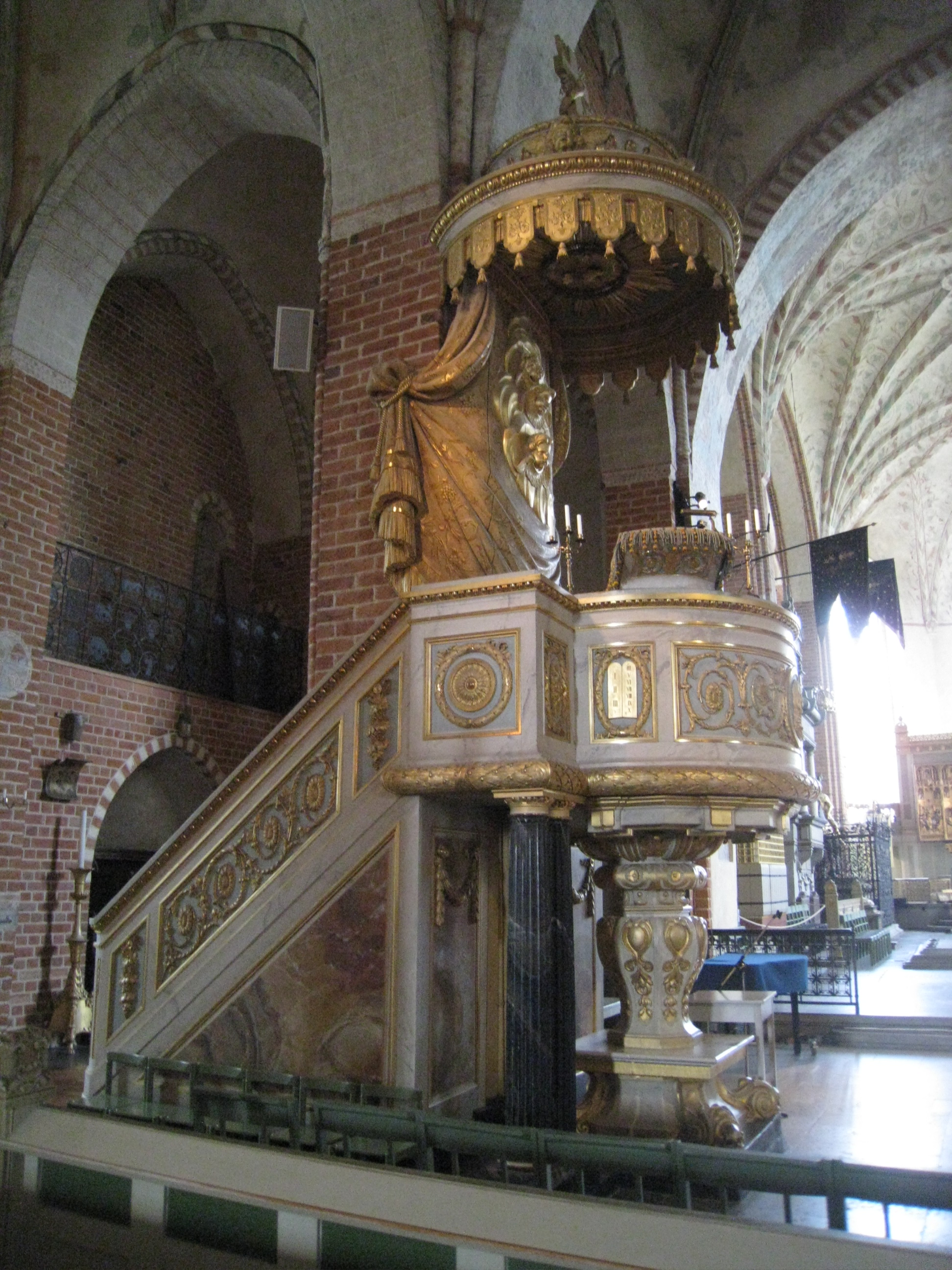
Predikstolen i vitt och guld, skulpterad 1789 av hovbildhuggaren Pehr Ljung i gustaviansk stil.
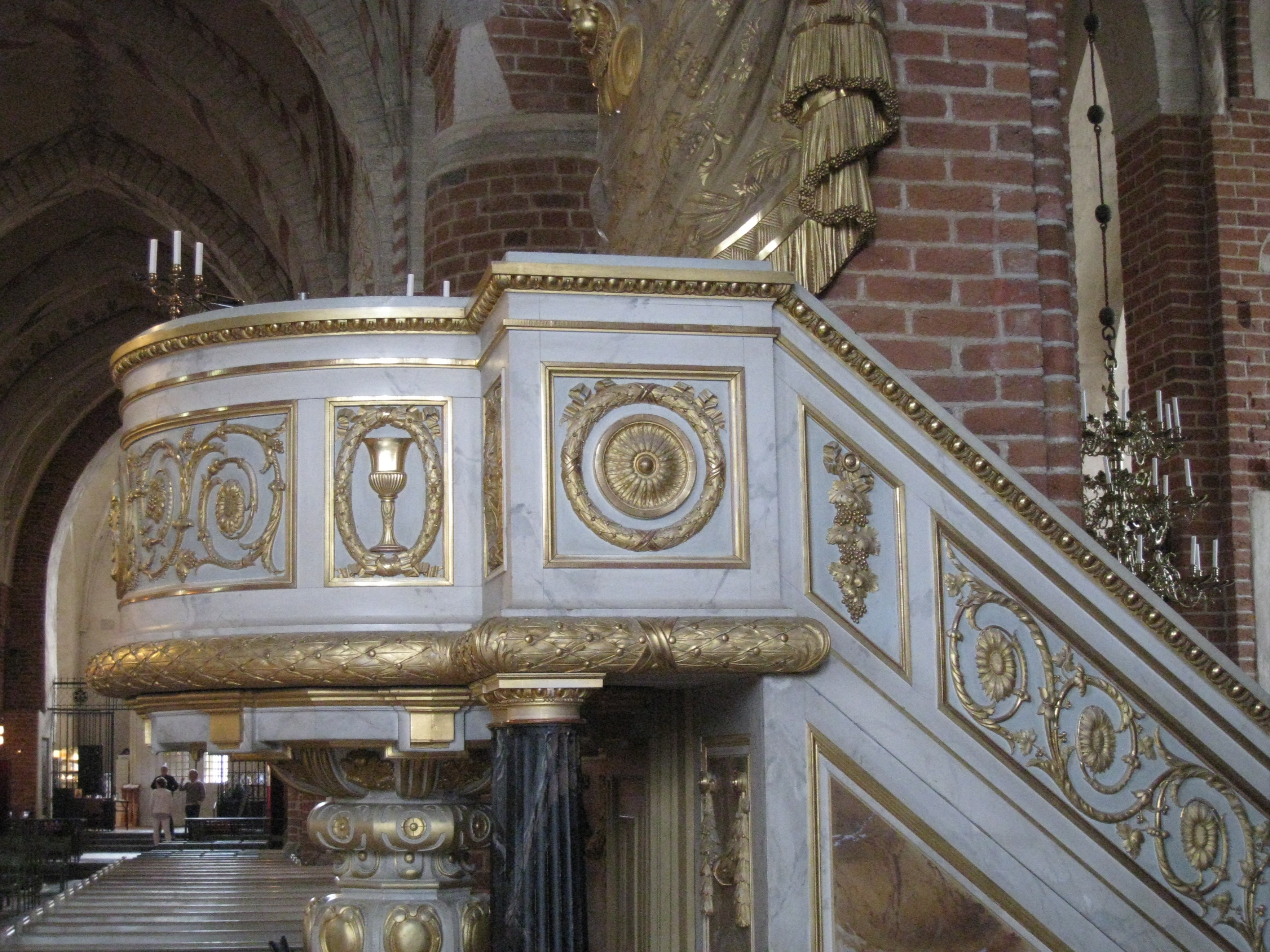
Närbild av predikstolen.
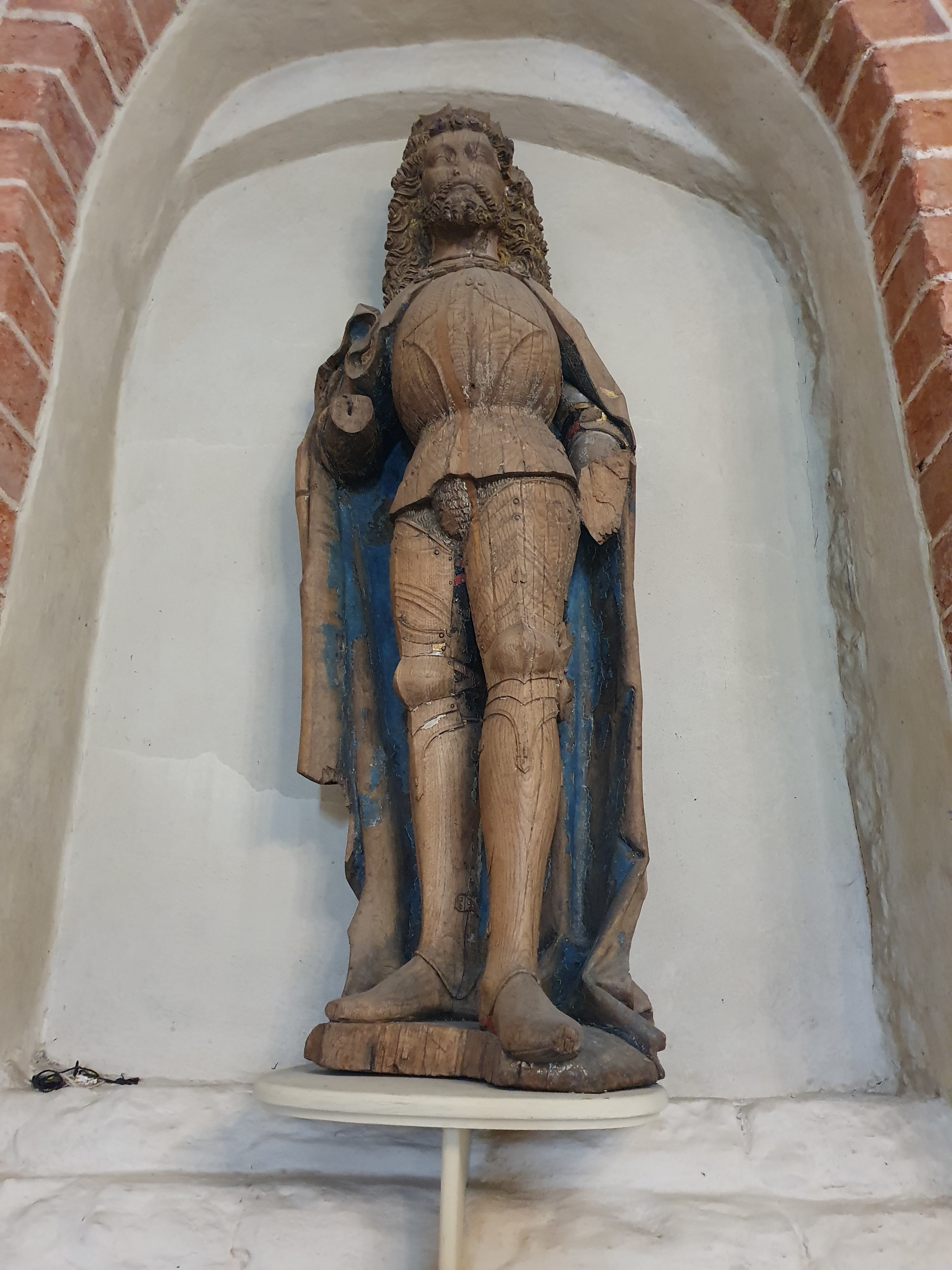
Träskulptur av Sankt Erik, tillskriven Bernt Notke från Lübeck omkring 1490.
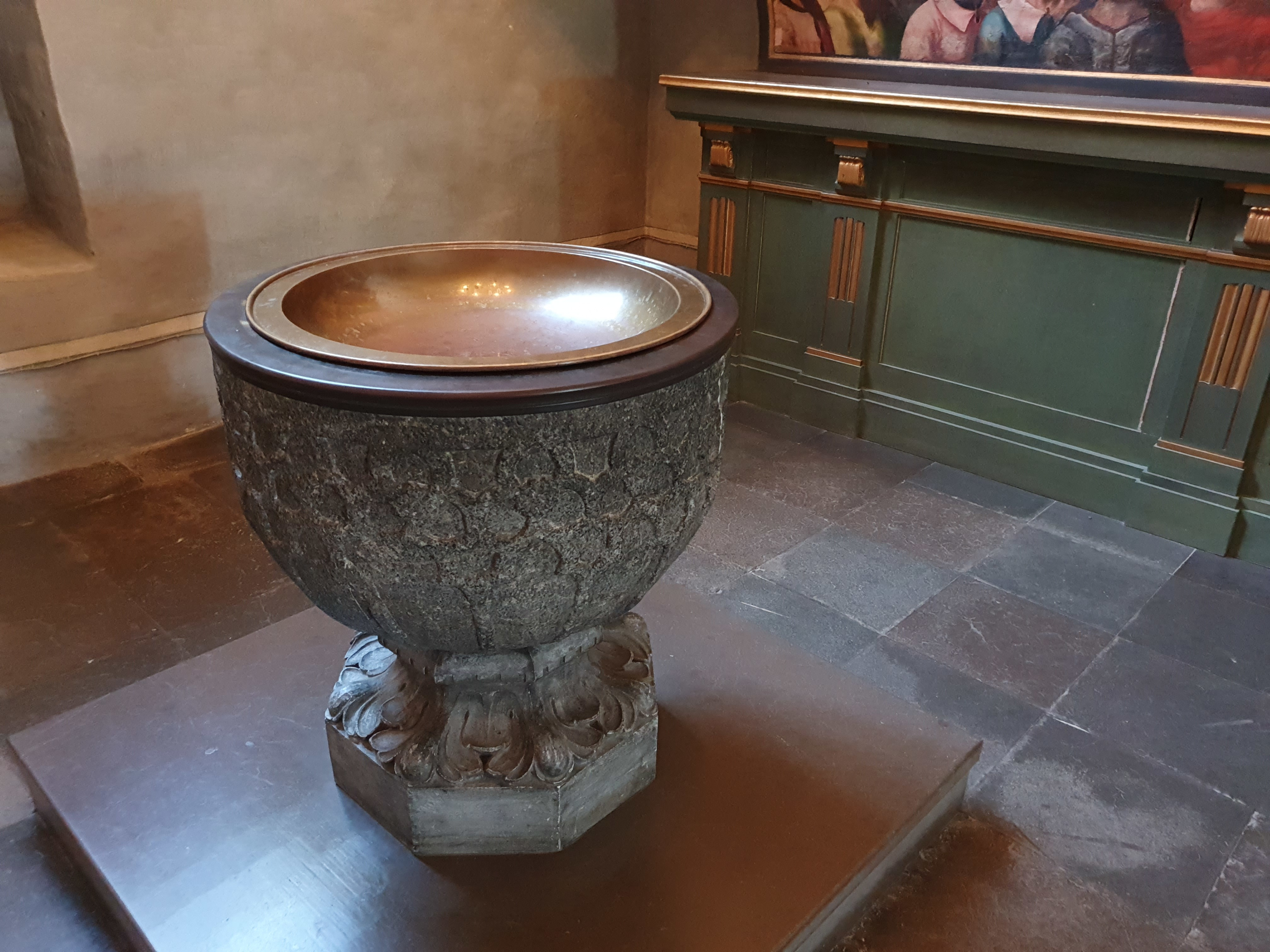
Dopfunt av kalksten, gotländskt arbete från cirka 1300.

### Kyrkklockor
I domkyrkans torn hänger fyra kyrkklockor och två slagklockor. Klockornas toner, från den största till den minsta, är a0-ciss1-e1-a1. 
| Nummer | Namn           | Vikt (kg) | Diameter (cm) | Gjuten                |
| ------ | -------------- | --------- | ------------- | --------------------- |
| 1      | Storklockan    | 4 300     | 190           | Johan Beckman år 1883 |
| 2      | Söndagsklockan | 2 200     | 150           | K.G Bergholtz år 1924 |
| 3      | Angångsklockan | 770       | 110           | år 1723               |
| 4      | Prästklockan   | 420       | 90            | år 1764               |

### Karl IX:s och Kristina d.ä:s begravningsregalier

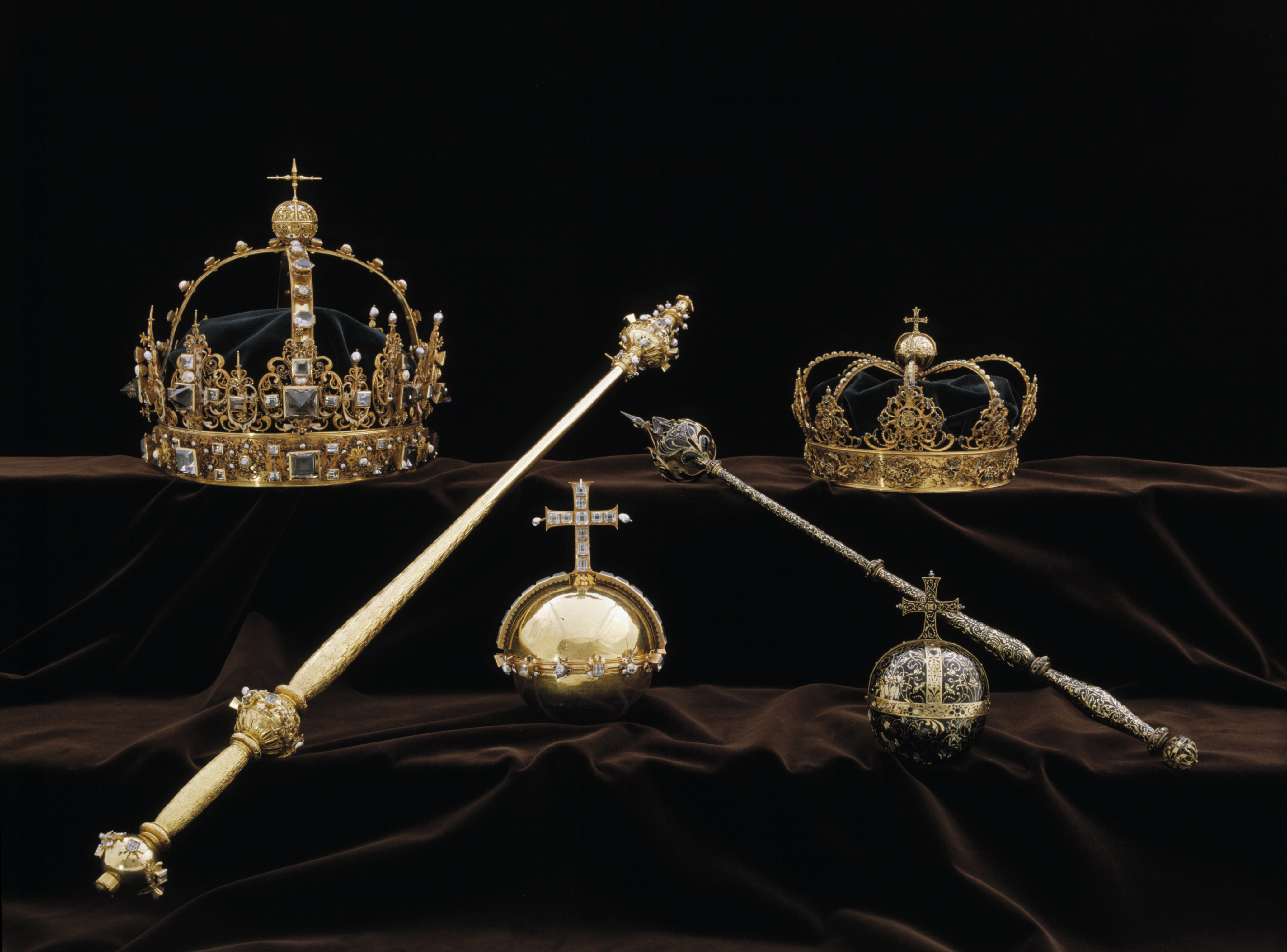
Karl IX:s och Kristina d.ä:s begravningsregalier.

I Strängnäs domkyrka förvaras begravningsregalier tillverkade för Karl IX och Kristina av Holstein-Gottorp, bestående av kronor, spiror och äpplen i guld med bergkristall, emalj och pärlor.
Den 31 juli 2018 genomfördes en stöldkupp i domkyrkan då begravningsregalierna stals. Den 17 januari åtalades en 22-åring från Åkersberga, vars blod hittats på stöldplatsen, bland annat på en spira som låg i montern där de stulna föremålen, ett riksäpple och två kungliga kronor från 1600-talet, förvarades. De tre försvunna regalierna vilka har värderats till 65 miljoner kronor återfanns den 5 februari 2019. Regalierna var i dåligt skick och genomgick omfattande restaurering innan de åter kunde ställas ut i domkyrkan. Den nya regalieutställningen öppnades för allmänheten i juni 2020.

### Gravvård
I domkyrkan finns ett flertal gravmonument, gravkor och epitafier. Bland dessa återfinns:
- Gravmonument över Karl IX (1550–1611). Karl IX:s begravningsrustning är utförd år 1611 av 12 av Stockholms mest framstående guldsmeder.
- Gravmonument över Sten Sture den äldre (1440–1503), som var riksföreståndare över Sverige mellan 1470 och 1497 och därefter från 1501 fram till sin död, samt riddare och hövitsman över Stockholm.
- Tumban för prinsessan Isabella Johansdotter. Den pryds av ett skulpterat helfigursporträtt i kalksten, utförd av Willem Boy, vilket är ett av Sveriges tidigaste barnporträtt. Isabella var dotter till Johan III och Katarina Jagellonica, och dog vid två års ålder.
- Gravmonument för Carl Carlsson Gyllenhielm (1574–1650), som blev riksamiral 1620. Det Gyllenhielmska gravkoret i Strängnäs domkyrka domineras av ett stort gravmonument i marmor och sandsten. Det är signerat av den tyske eller nederländske bildhuggaren Henrik Damer, en bildhuggare från 1600-talets tidigare hälft.[4] De båda knäböjande gestalterna är Gyllenhielm själv och hans maka, Kristina Ribbing (1593–1656). På väggen till vänster om gravkoret, på Gyllenhielmska gravkorets östra vägg, finns en tavla i stuckrelief över belägringen av floden Weichels mynning (floden Wisła i Polen) under 30-åriga kriget, där riksamiralen spelade en huvudroll, utförd av Daniel Anckerman. Järngallret till gravkoret utfördes av smidesmästaren Göran Möller.
- Gravsten, minnessten över biskop Thomas (Thomas Simonsson) (1380–1443),  biskop av Strängnäs stift 1429–1443 och skald.

Här ligger även Carl Carlsson Gyllenhielm, Johan Kasimir av Pfalz-Zweibrücken, Erik Gabrielsson Emporagrius, Johannes Matthiae Gothus, Karl IX, Katarina av Pfalz-Zweibrücken (eller Katarina Karlsdotter Vasa), Kristina av Holstein-Gottorp, Laurentius Paulinus Gothus, Johan Peringskiöld, Gustaf Adolf Reuterholm, Kort Rogge, Sten Sture den äldre, Svante Sparre, Gustaf Otto Stenbock, Hedvig Taube, biskop Thomas.

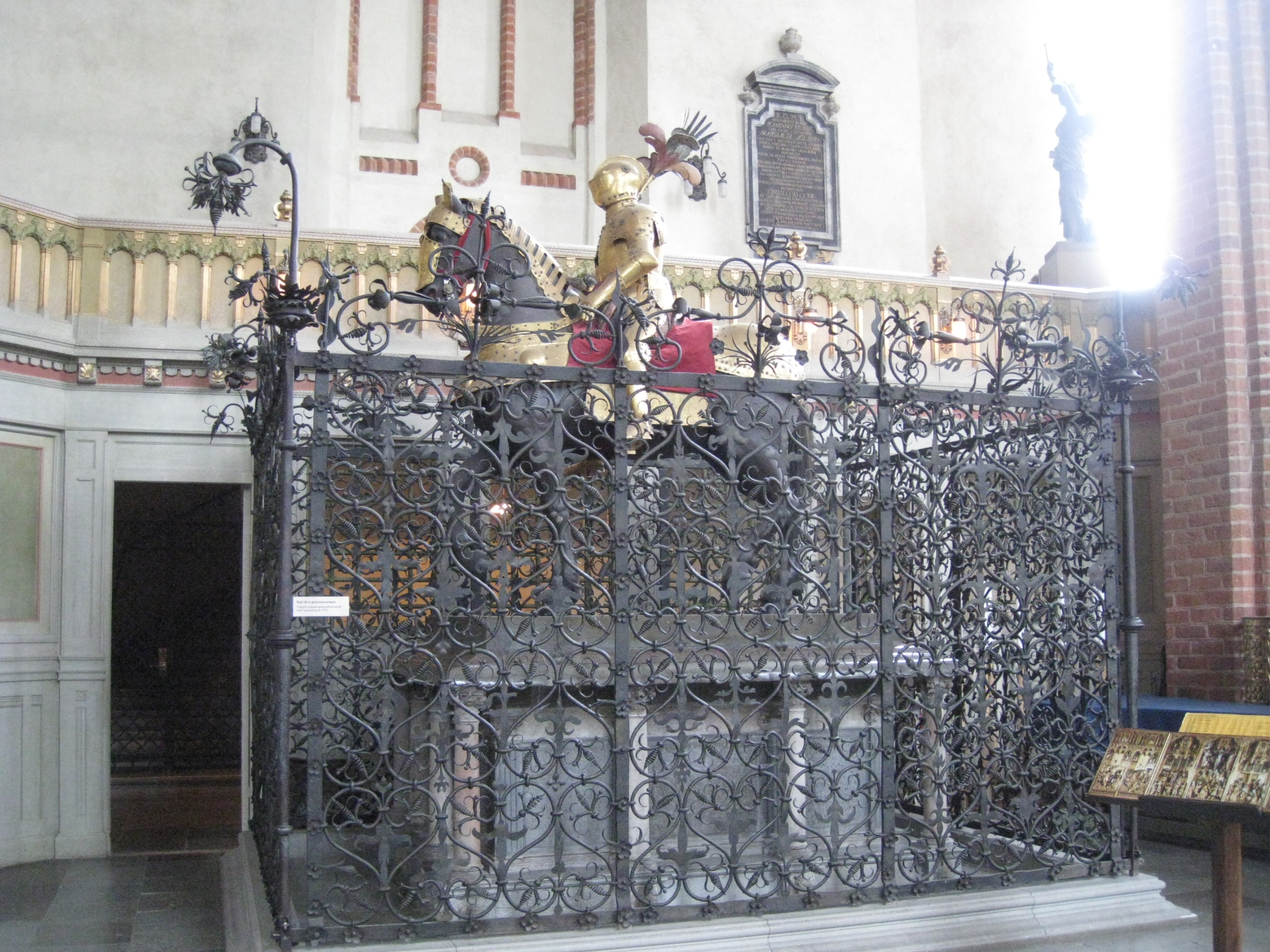
Gravmonument över Karl IX:s familjekrypta, som ligger under monumentet.
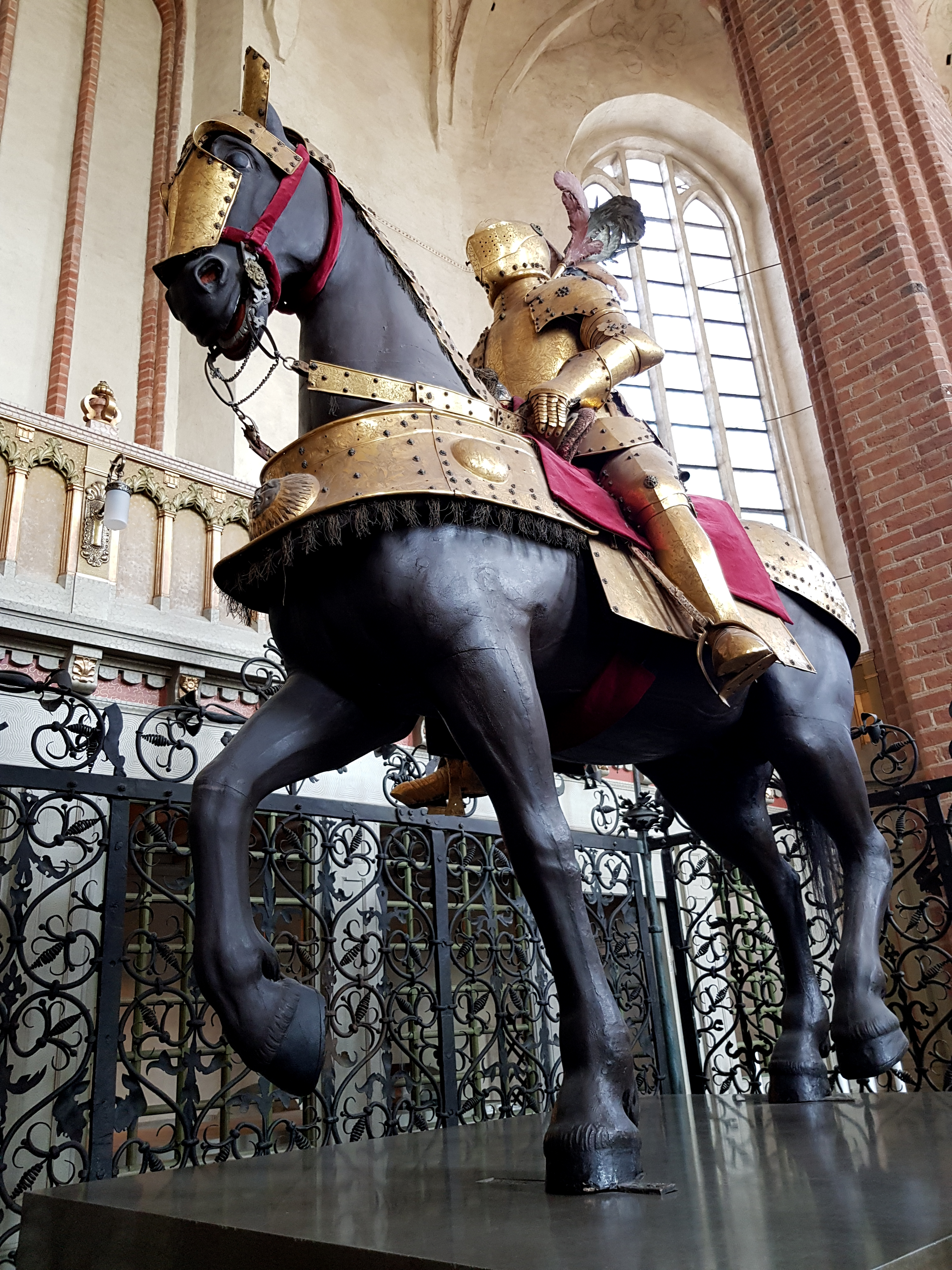
Närbild av gravmonumentet över Karl IX:s begravningsrustning i guld från 1611 med en ryttare till häst.
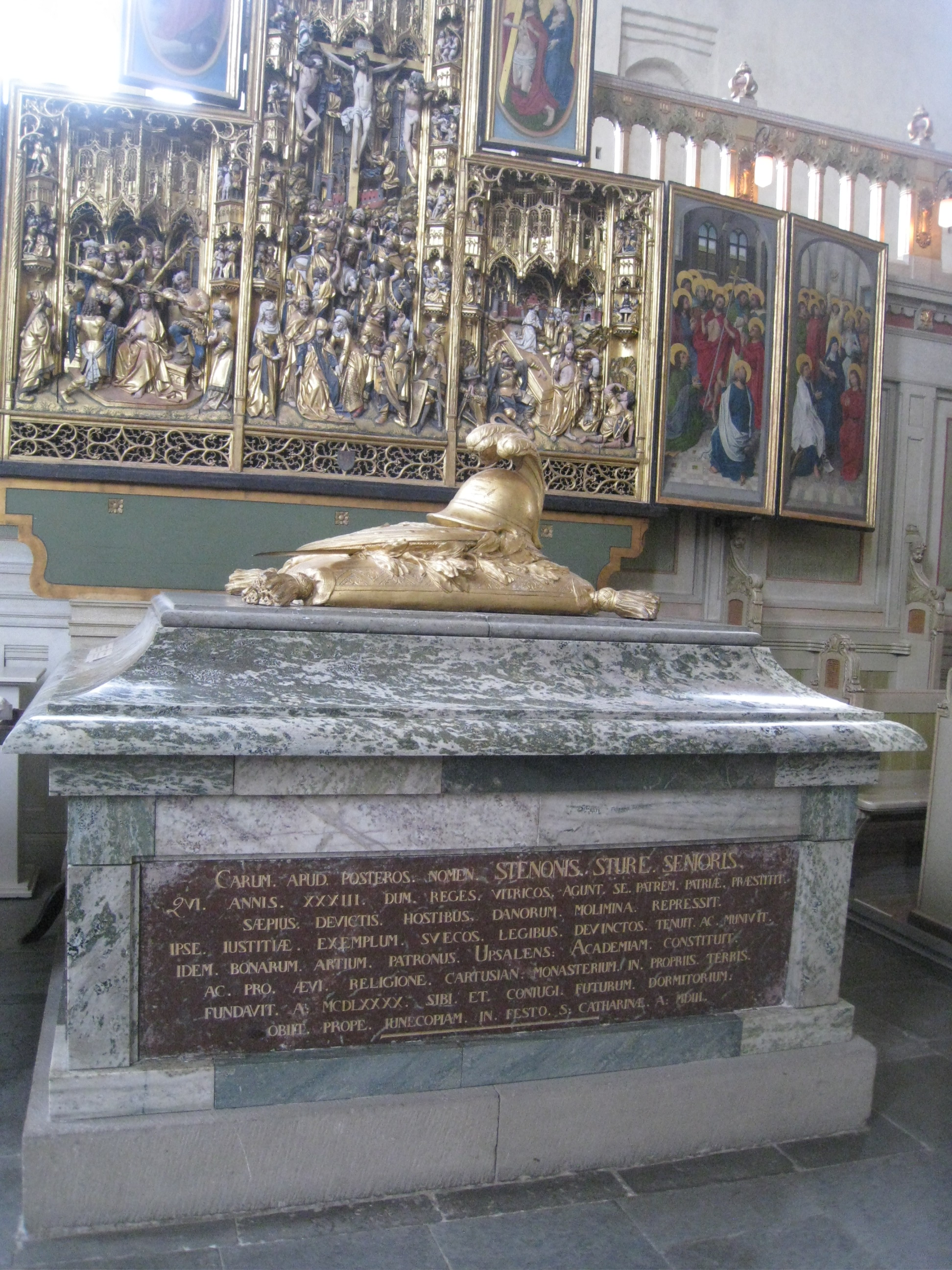
Gravmonument över Sten Sture den äldre (1440–1503) (Sten Gustavsson Sture).
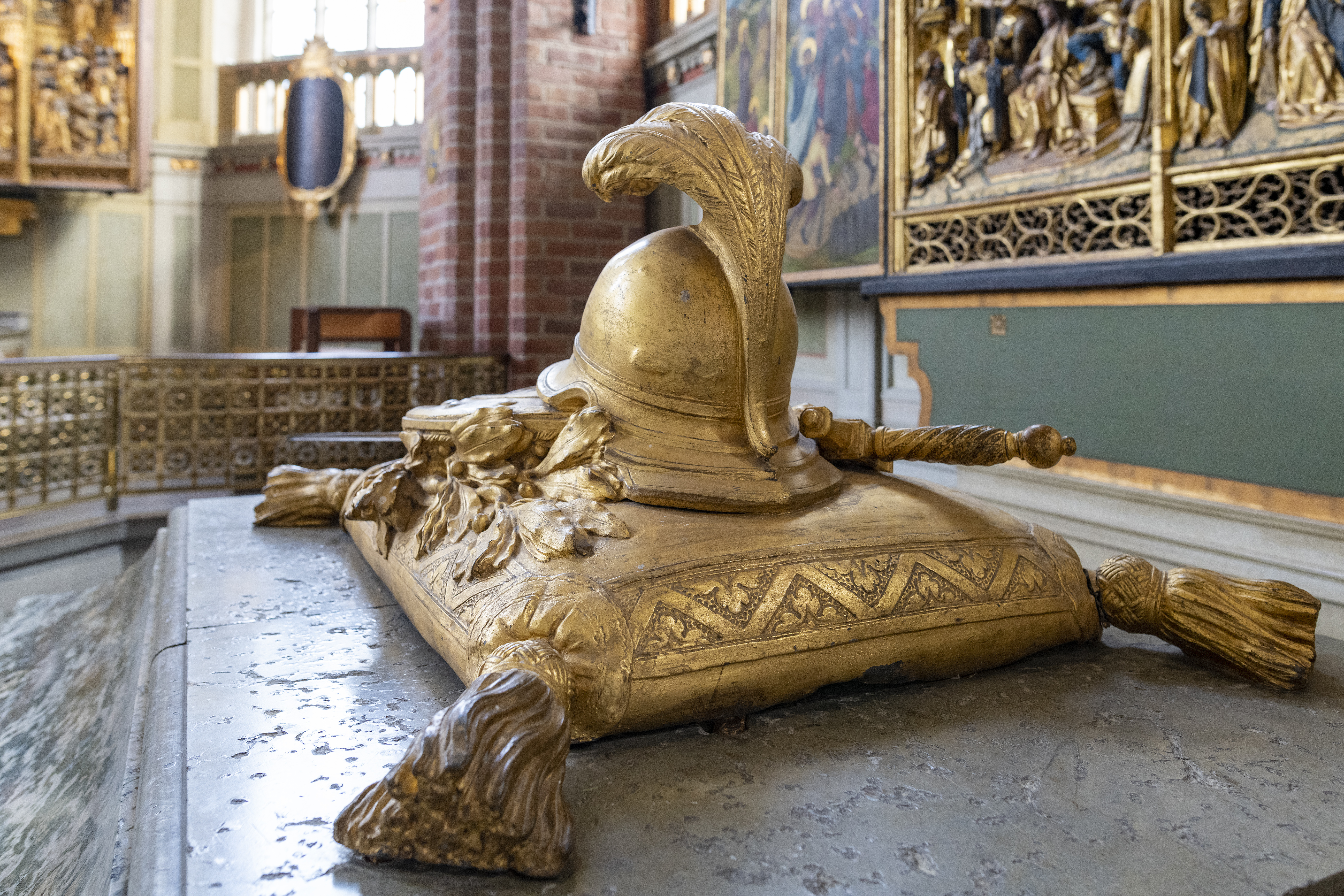
Gravmonument över Sten Sture den äldre, detalj.
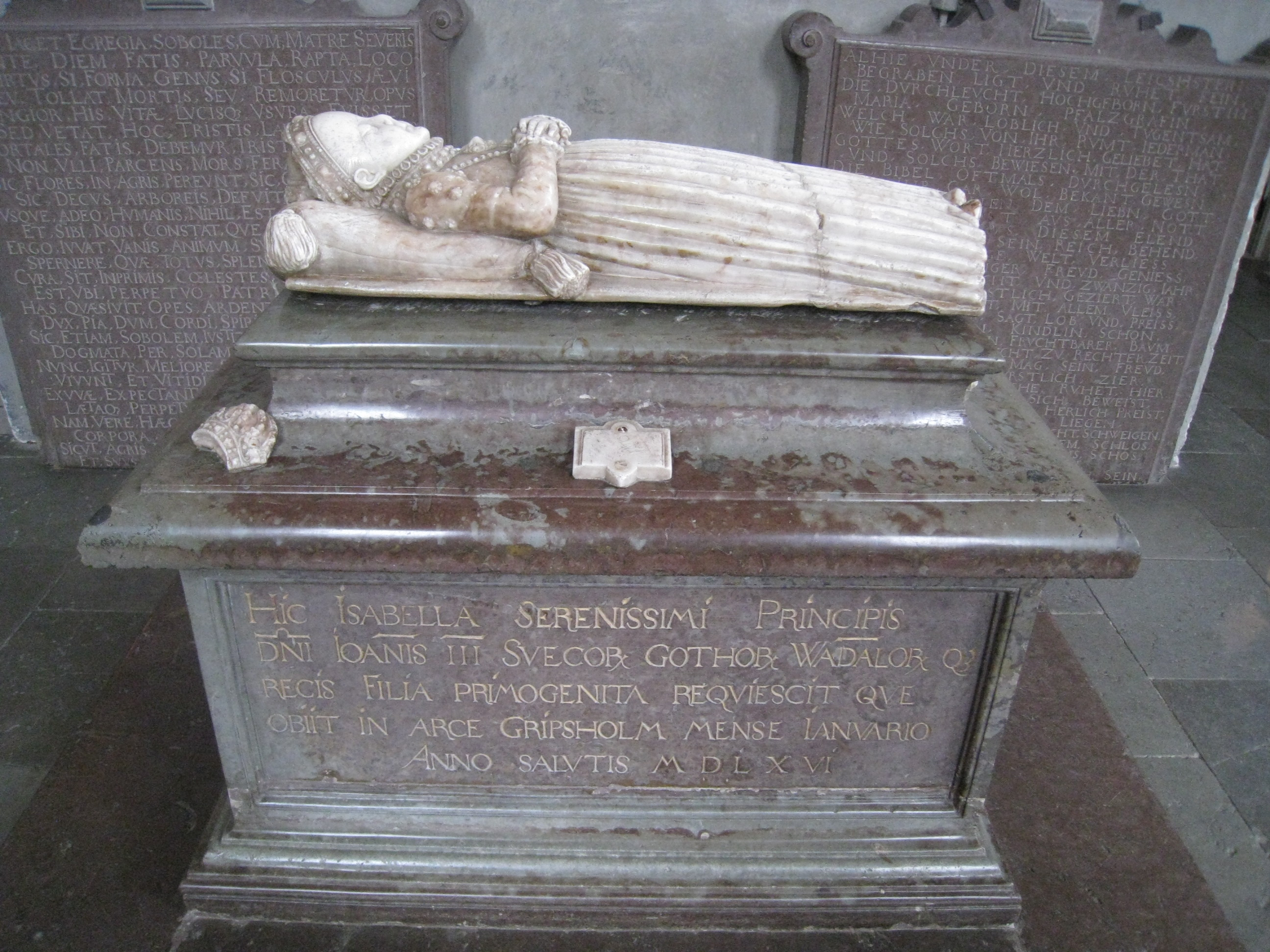
Gravmonumentet över Isabella Johansdotter av Sverige, skulpterat i kalksten. Gravtumban är utförd av arkitekten och bildhuggaren Willem Boy.
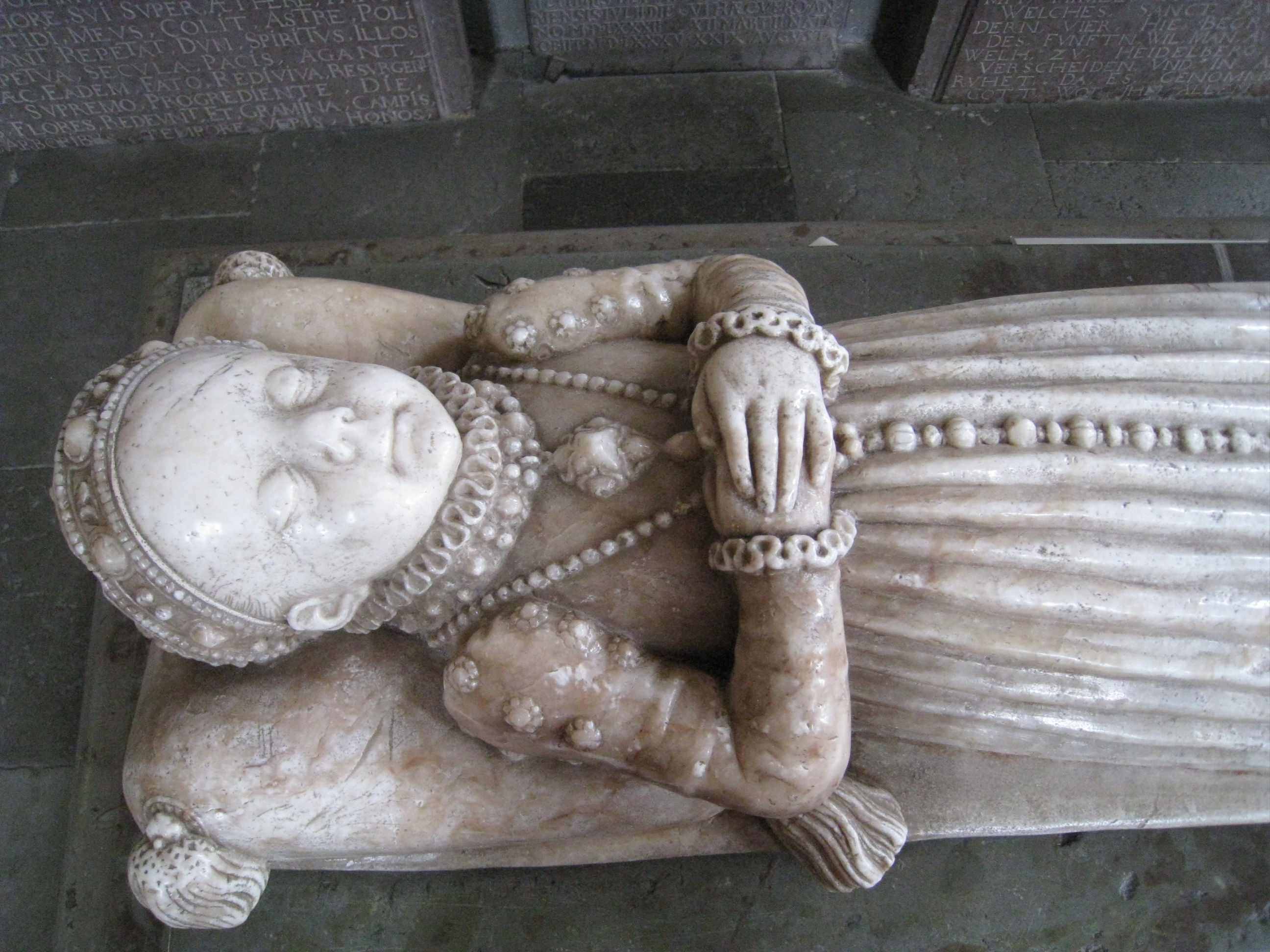
Närbild av gravmonumentet över Isabella Johansdotter av Sverige, som var dotter till Johan III och Katarina Jagellonica och dog vid två års ålder.
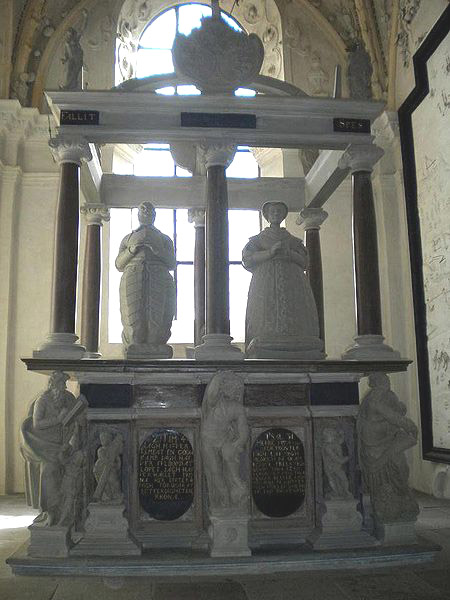
Gravmonument för Carl Carlsson Gyllenhielm och hans hustru Christina Ribbing. Gravkoret är skulpterat av bildhuggaren Henrik Damer.
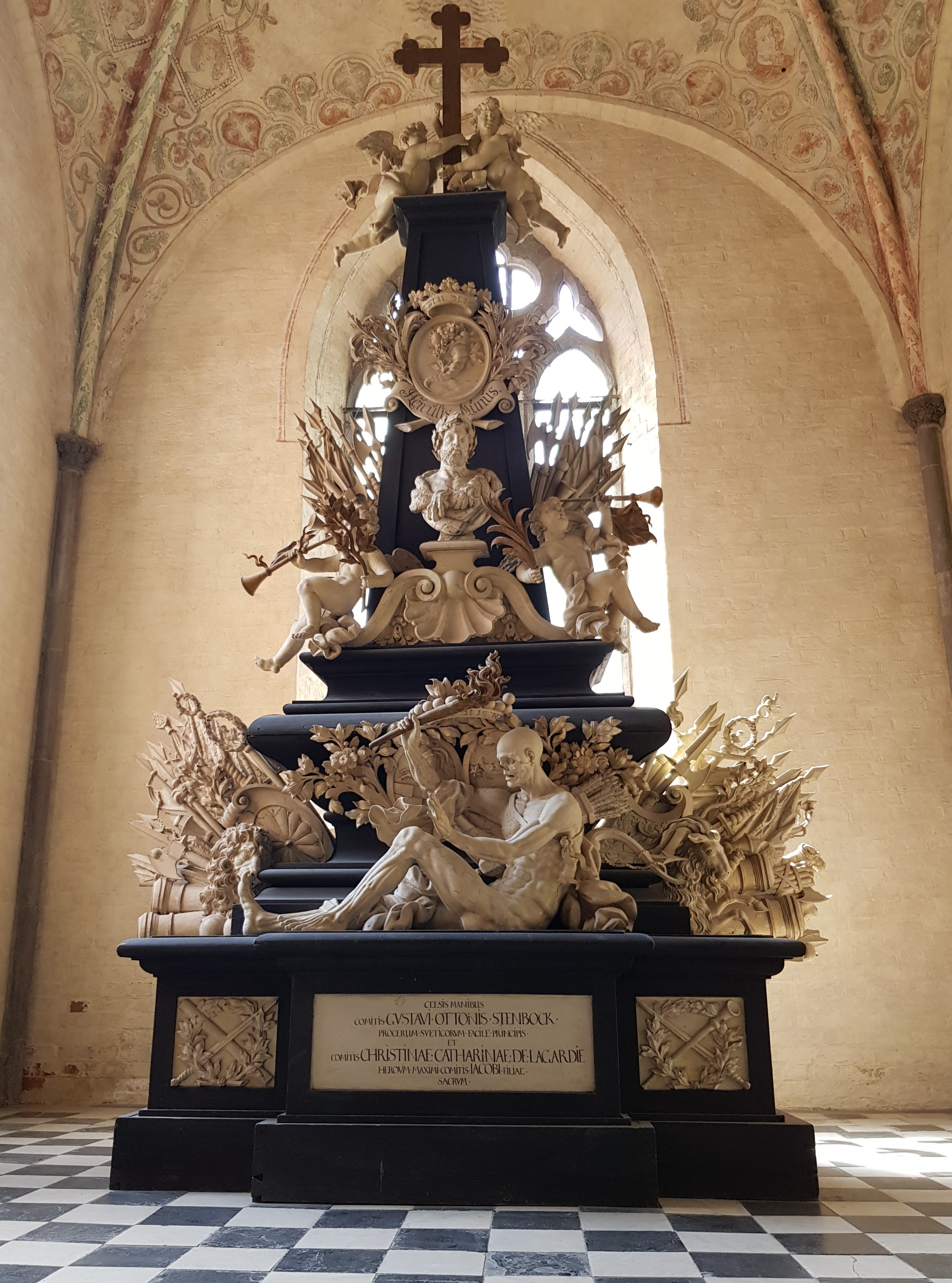
Gustaf Otto Stenbocks gravmonument.
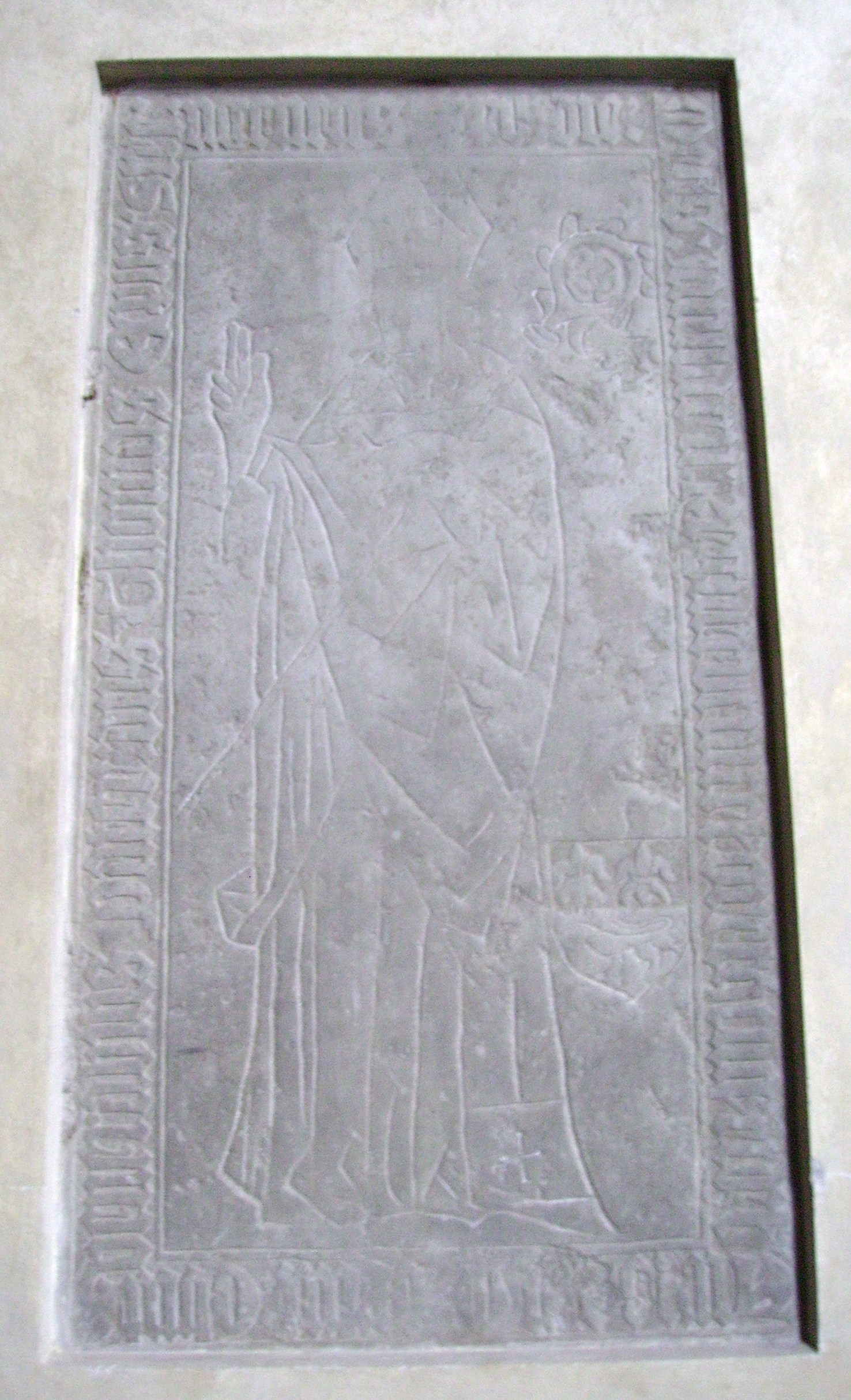
Minnesgravstenen för biskop Thomas (död 1443).
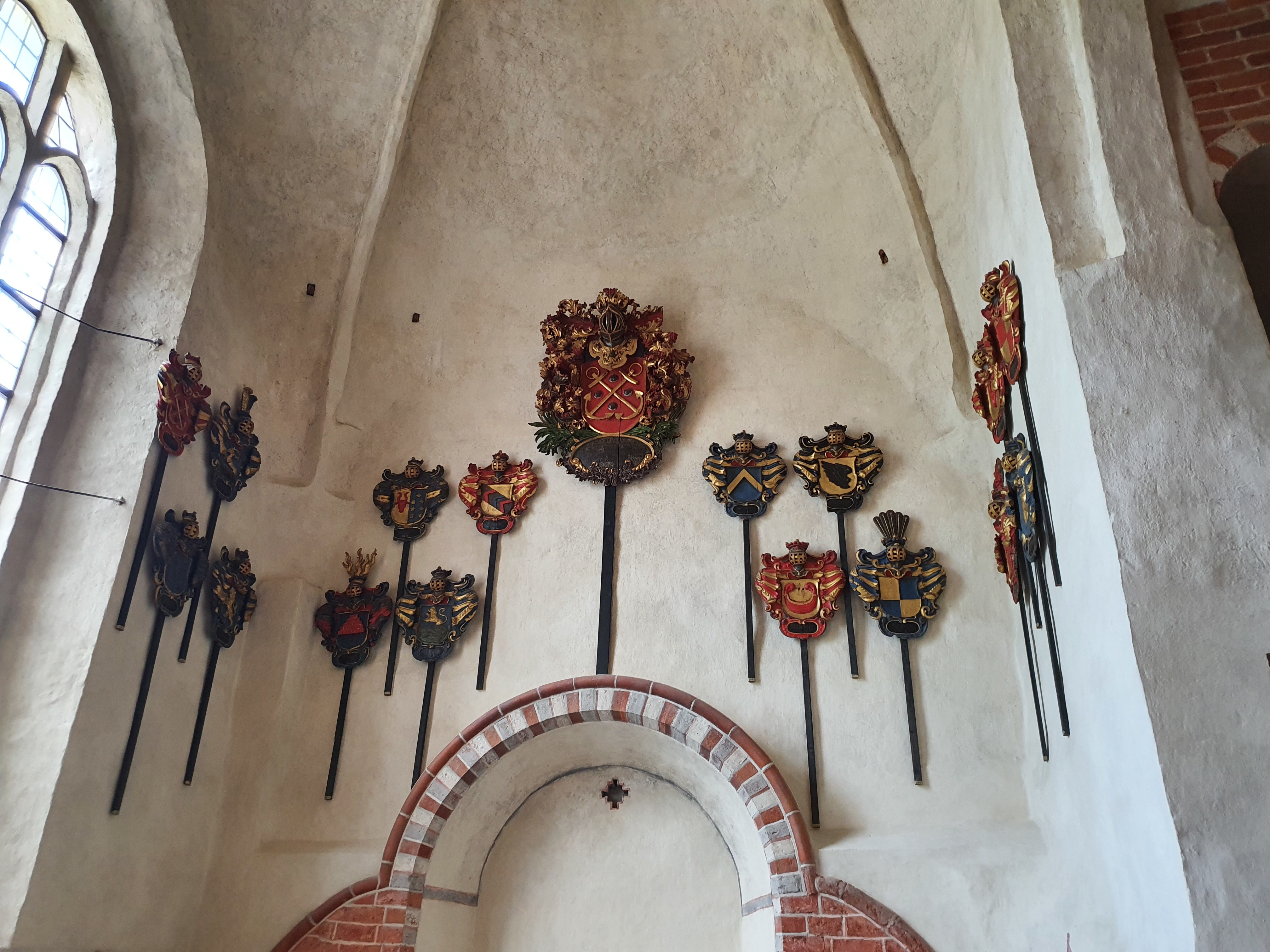
Begravningsvapen och anvapen för Bengt Gyllenanckar.
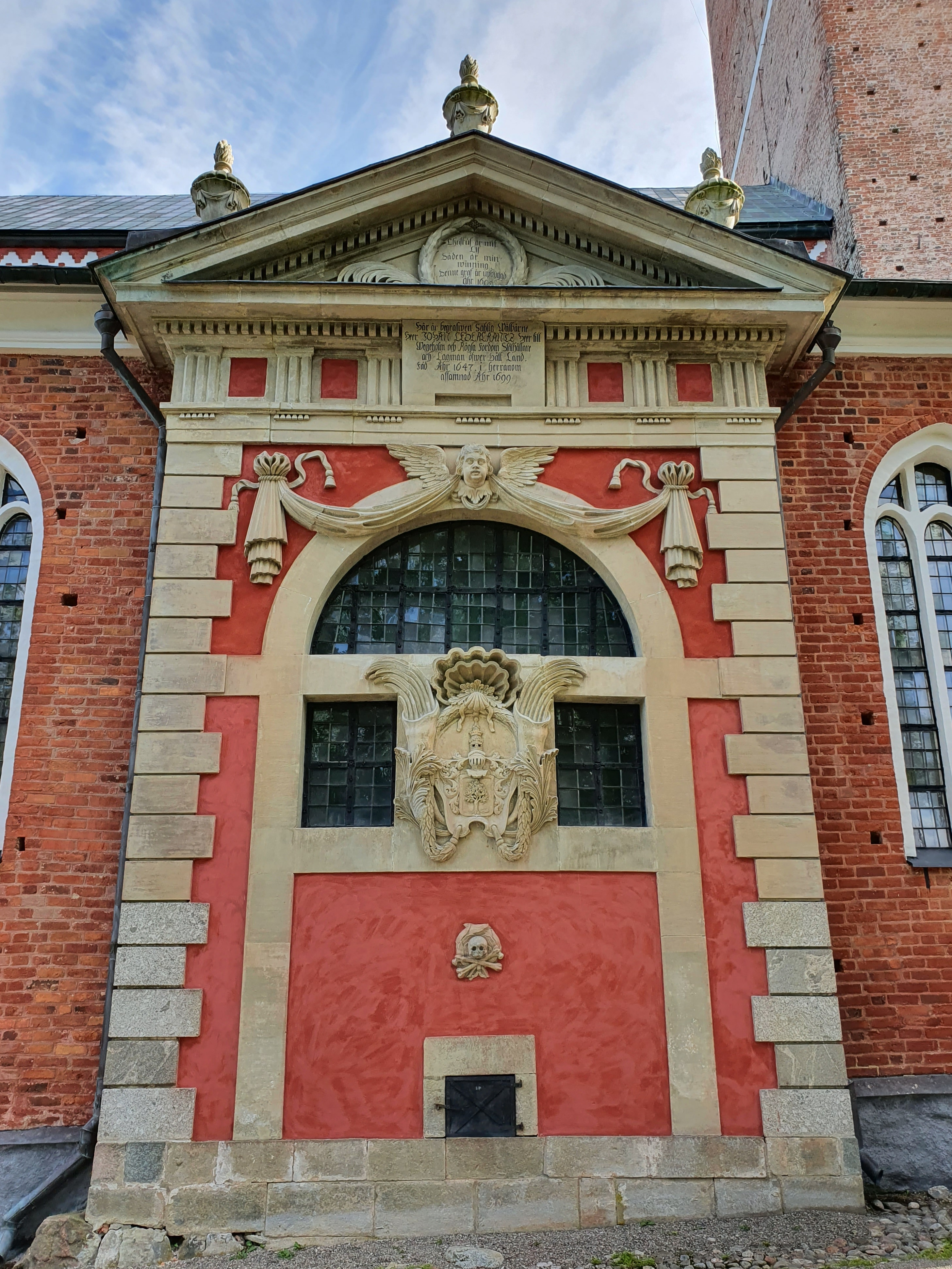
Gaveln till gravkoret för ståthållaren Johan Cedercrantz.

## Orglar
Kronologi:

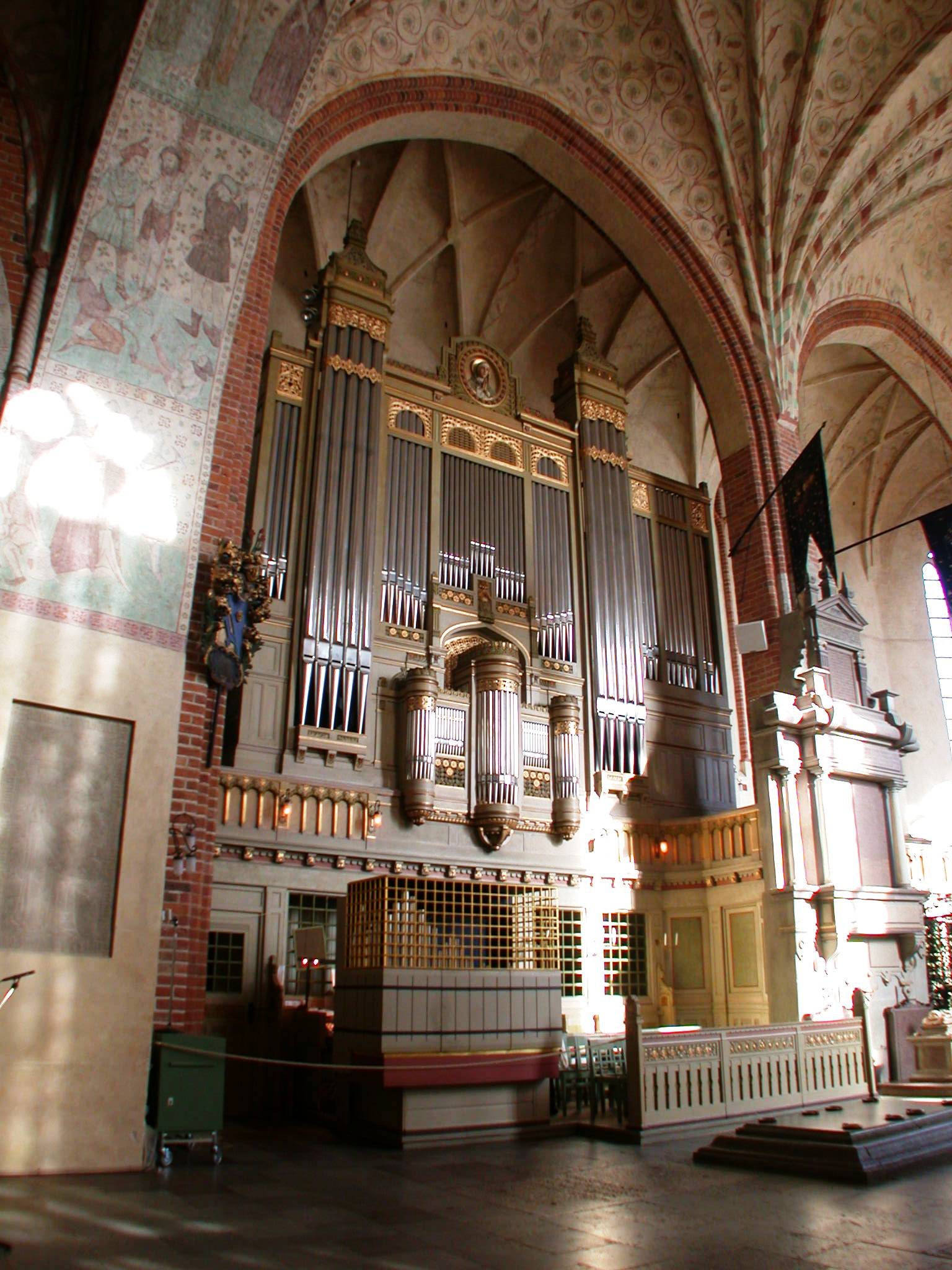
Huvudorgeln 1971

- Den 12 juni 1473 berättas att en eldsvåda härjar i staden och förorsakar svåra skador på bland annat domkyrkan så att kyrktorn, tak, kyrkklockor och piporgel fördärvas.
- 1575 finns en organist och en orgeltrampare.
- 1578 blir Henrik orgelbyggare klar med sitt arbete och "orgorna provspelas".
- 1580-talet: Orgelverket repareras.
- 1631, den 28 juni, är elden åter lös.
- 1636: Philip Eisenmenger (†1655) påbörjar ett orgelbygge och domkyrkans snickare Mikael Rechner tillverkar orgelhuset.
- 1638: Ryggpositivet med 8 stämmor är färdigt.
- 1648: Hela orgeln är klar.
- 1703: Orgelbyggare Johan Niclas Cahman (o.1679–1737) renoverar orgeln.
- 1715/1717–1720: Johan Niclas Cahman gör en mer omfattande ombyggnad; bland annat inrättas ett nytt pedalverk och insätts nya bälgar.
- 1723 inträffar åter en stor eldsvåda.
- 1734: Orgelbyggare Olof Hedlund (†1749) sätter orgeln i någorlunda brukbart skick.
- 1745: Orgelbyggare Daniel Stråhle (1700–1746) renoverar orgeln och förnyar i stort sett alla orgelstämmor till mera tidstrogna.
- 1754 uppvisar orgeln diverse bristfälligheter, vilka avhjälps 1758.
- 1773: Fornforskare Abraham Abrahamsson Hülphers redovisar dispositionen i sitt stora verk: "Historisk Afhandling om Musik och Instrumenter särdeles om Orgelwerks Inrättningen i Allmänhet jemte Kort beskrifning öfwer Orgwerken i Swerige".
- 1776 är orgeln åter i behov av reparation och när tillstånd getts av landshövding Carl Lagerbring i Nyköping går uppdraget till orgelbyggare Olof Schwan (1744–1812).
- 1778: Olof Schwan blir klar med reparationen.
- 1799 är verket åter förfallet. Orgelbyggare Pehr Schiörlin har inte tid att utföra någon reparation men orgelbyggeridirektör Johan Ewerhardt den yngre (1760–1847) åtar sig att bygga ett nytt orgelverk. Orgeln i Strängnäs domkyrka var den största orgeln som Ewerhardt byggde.
- 1804: Johan Ewerhardts nya 40-stämmiga verk avsynas av Olof Schwan.
- 1849 tillkallas professor Carl Georg Brunius, som avger ett betänkande om ny orgel och dess placering.
- Under 1840-talet förekommer diskussioner om att låta orgelbyggare Gustaf Andersson (1797–1872) uppföra ett nytt verk.
- 1850 lämnar orgelbyggarna Johan Blomqvist (1775–1851) och Anders Vilhelm Lindgren (1807–1860) ett förslag, vilket förfaller på grund av Blomqvists död 1851.
- 1859–1860: Orgelbyggarna Erik Adolf Setterquist och Per Larsson Åkerman bygger en ny orgel i väster med 37 stämmor fördelade på 2 manualer och pedal. Orgelfasad och läktare ritas av Carl Gustaf Blom Carlsson, professor och intendent vid Överintendentsämbetet i Stockholm. Orgeln erhåller kägellådor och mekanisk traktur samt förses med barkermaskin. Spelbordet placeras fristående. Efter avsyning av professorerna Gustaf Mankell och Palmstedt samt "mekanikus" Moberg, som betygar att "hittills ingenting i denna väg blivit här i Sverige så fullkomligt utfört", invigs orgeln av stiftets biskop Thure Annerstedt den 4 november 1860. Det gamla 12-stämmiga "Öfra Werket", som använts under ombyggnaden, överlåtes till Dunkers kyrka.
- 1907–1910 flyttas orgeln från västläktaren till en nyuppförd läktare framför norra korväggen och byggs upp med en ny fasad.
- 1944: Orgelbyggare Nils Hammarberg, Göteborg gör en omdisponering i orgelrörelsens anda.
- 1971: Orgelbyggarna Troels och Finn Krohn vid Frederiksborgs orgelbyggeri i Hillerød, Danmark, bygger en ny 4-manualig orgel med bevarande av stämmorna från 1860 års orgel. Som arkitekt anlitas Ove Hidemark. Nya orgeln har mekanisk traktur, elektrisk registratur och elektriska koppel.
- 1986 byggs det elektriska systemet om och 1994 utökas kombinationssystemet med en dator.

Disposition:
| Huvudverk (II) C-g³ | Positiv (II) C-g³ | Svällverk (III) C-g³          | Ekoverk (IV) C-g³      | Pedal (V) C-f¹                  | Koppel |
| Gedaktpommer 16’    | Gedackt 8’        | Principal 16’ (1860)          | Principal 8’ (1860)    | Principal 16’ (1860)            | I/P    |
| Principal 8’        | Quintadena 8’     | Borduna 16’ (1860)            | Borduna 8’ (1860)      | Subbas 16' (1860)               | II/P   |
| Spetsflöjt 8’       | Principal 4’      | Principal 8’ (1860)           | Salicional 8’          | Violon 16’ (1860)               | III/P  |
| Oktava 4’           | Blockflöjt 4’     | Flûte harmonique 8’ (1860)    | Voix Celeste 8’        | Quinta 12’ (eg. 10 2/3') (1860) | IV/P   |
| Nachthorn 4’        | Hålflöjt 2’       | Rörflöjt 8’ (1860)            | Oktava 4’              | Oktava 8’ (1860)                | I/II   |
| Kvinta 2 2/3’       | Nasat 1 1/3’      | Gamba 8’                      | Ekoflöjt 4’ (1860)     | Borduna 8' (1860)               | III/II |
| Oktava 2’           | Sesquialtera III  | Oktava 4’ (1860)              | Flageolett 2’ (1860)   | Oktava 4’ (1860)                | IV/II  |
| Mixtur VI-VIII      | Scharf IV         | Flûte octaviante 4’           | Piccolo 1’             | Nachthorn 2’                    |        |
| Cymbel III          | Rankett 16’       | Quinta 3’ (eg. 2 2/3’) (1860) | Tersmixtur IV          | Mixtur VI                       |        |
| Trumpet 8’          | Krumhorn 8’       | Oktava 2' (1860)              | Fagott-Oboe 8’ (1860)  | Kontrabasun 32’ (1860)          |        |
|                     | Skalmeja 8’       | Cornett IV (1860)             | Voix Humaine 8’ (1860) | Basun 16’ (1860)                |        |
|                     | Tremulant         | Mixtur III (1860)             | Tremulant              | Trumpet 8’ (1860)               |        |
|                     |                   | Cymbel IV                     |                        | Clairon 4’ (1860)               |        |
|                     |                   | Trumpet 16’ (1860)            |                        |                                 |        |
|                     |                   | Trumpet 8’ (1860)             |                        |                                 |        |
|                     |                   | Crescendosvällare             |                        |                                 |        |

### Diskografi
Inspelningar av musik framförd på kyrkans orglar.
- Katedral : Rolf Stenholm spelar på den nya Krohn-orgeln i Strängnäs. LP. Proprius PROP 7752. 1975.
- Klanger från fyra sekel : orglar i Strängnäs stift / Melin, Markus, orgel. CD. Svenska kyrkan. Nummer saknas. 2011.

## Runstenar

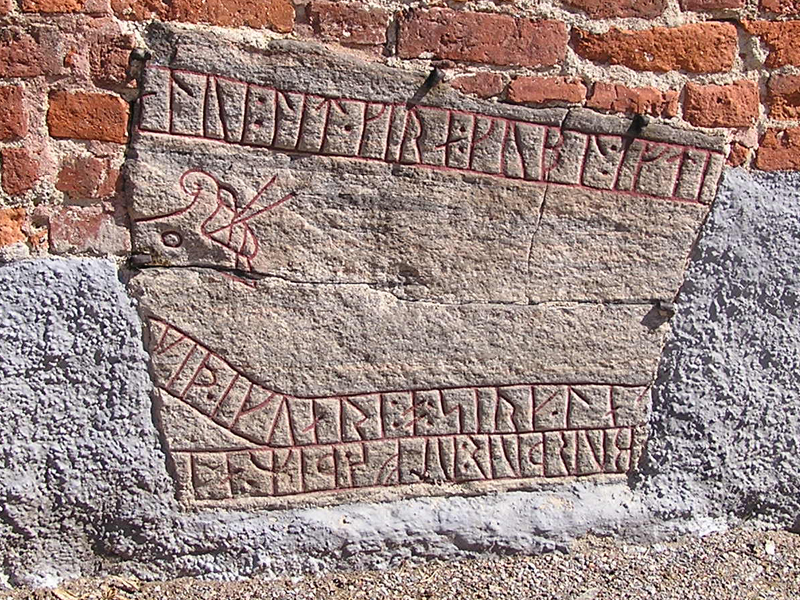
Runsten Sö 281 i södra väggen.

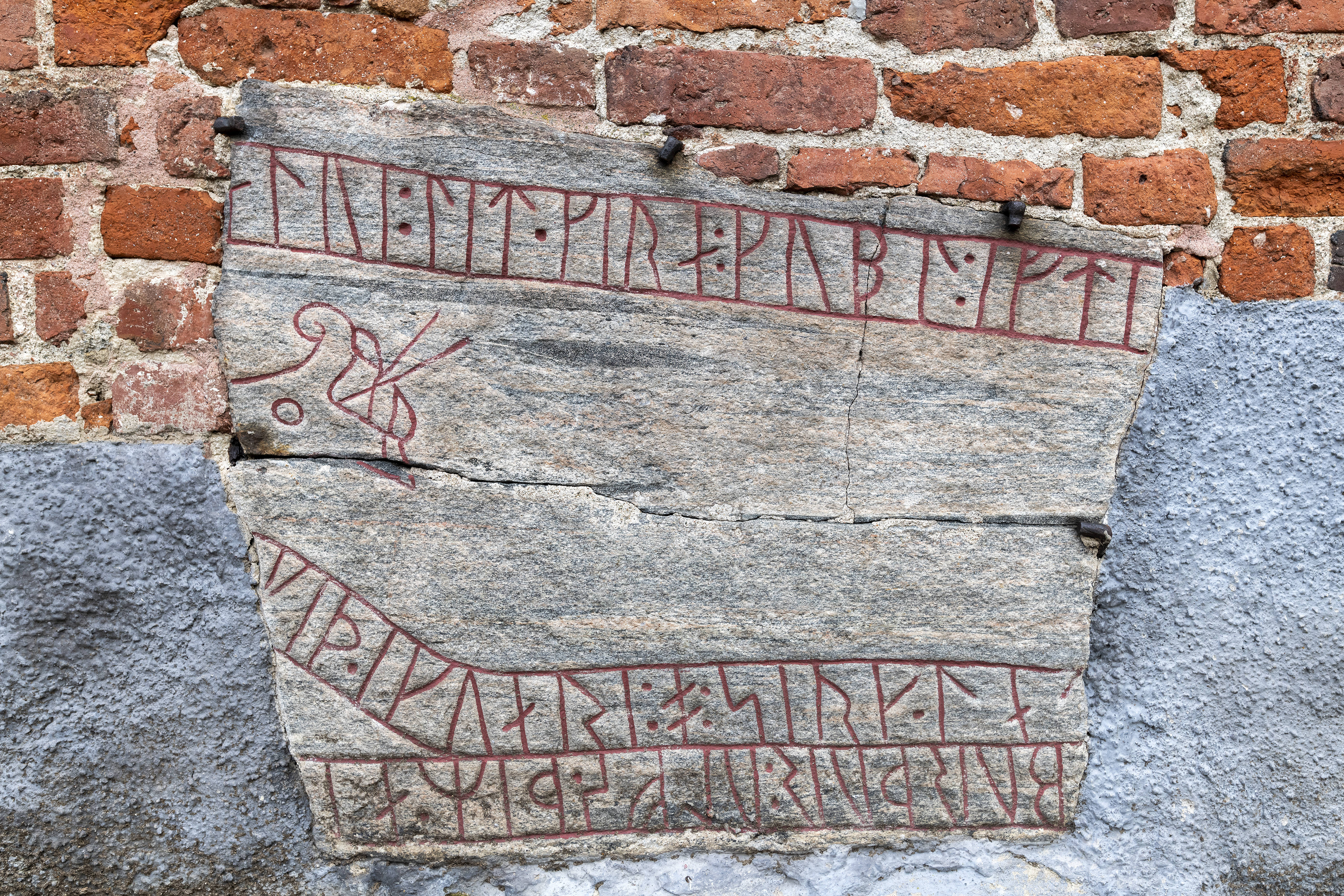
Runsten Sö 281

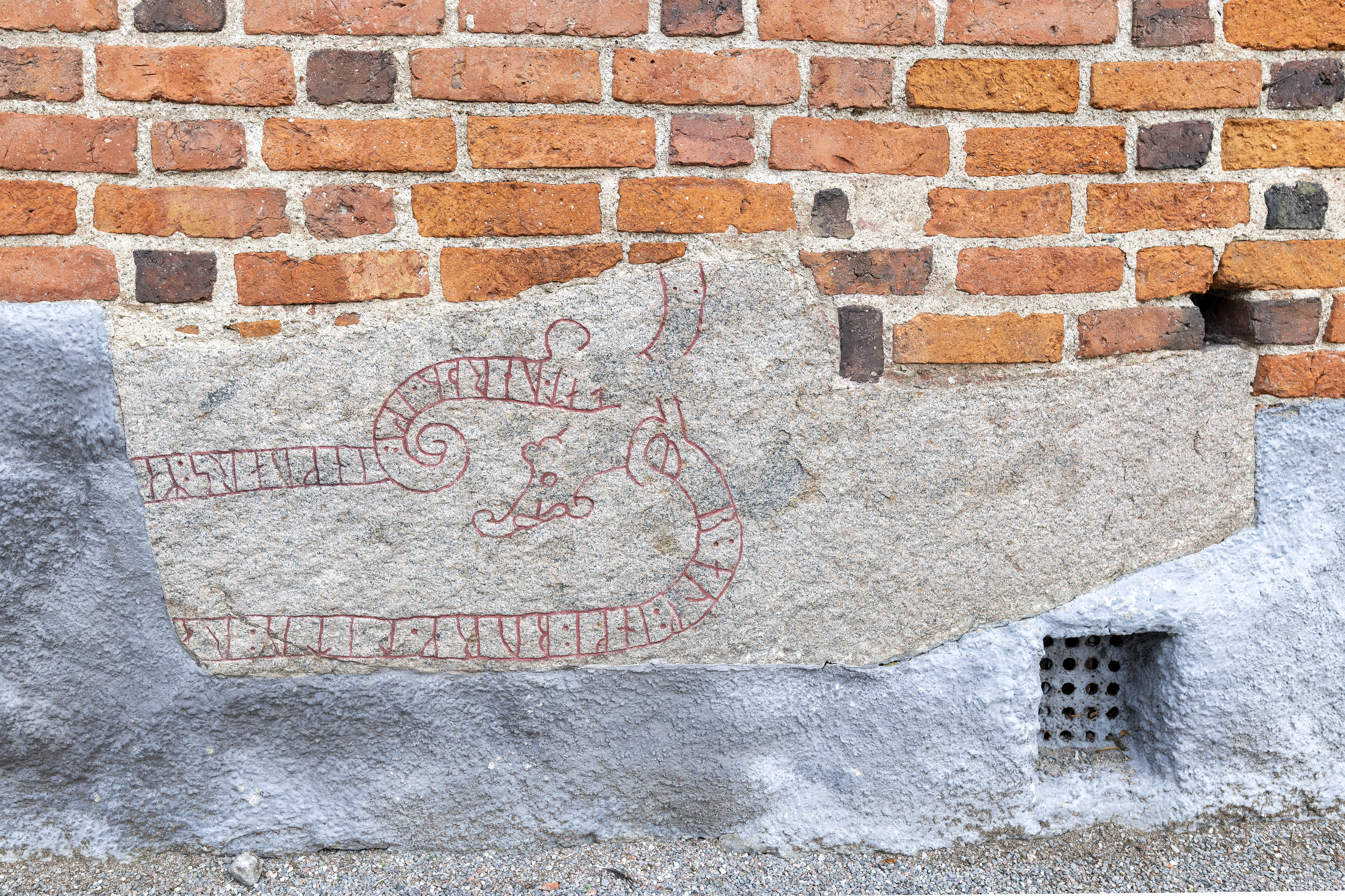
Runsten Sö 277

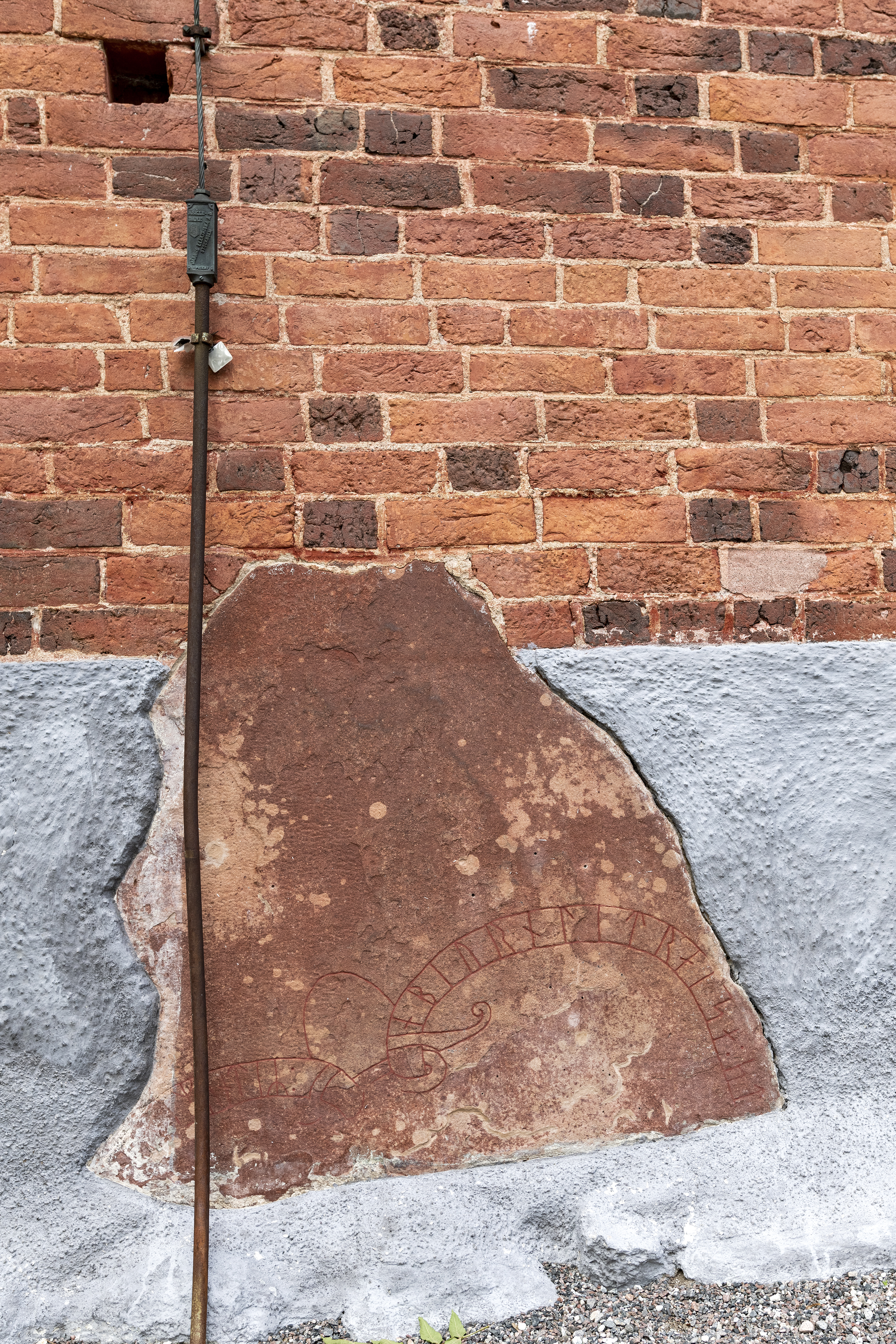
Runsten Sö 278

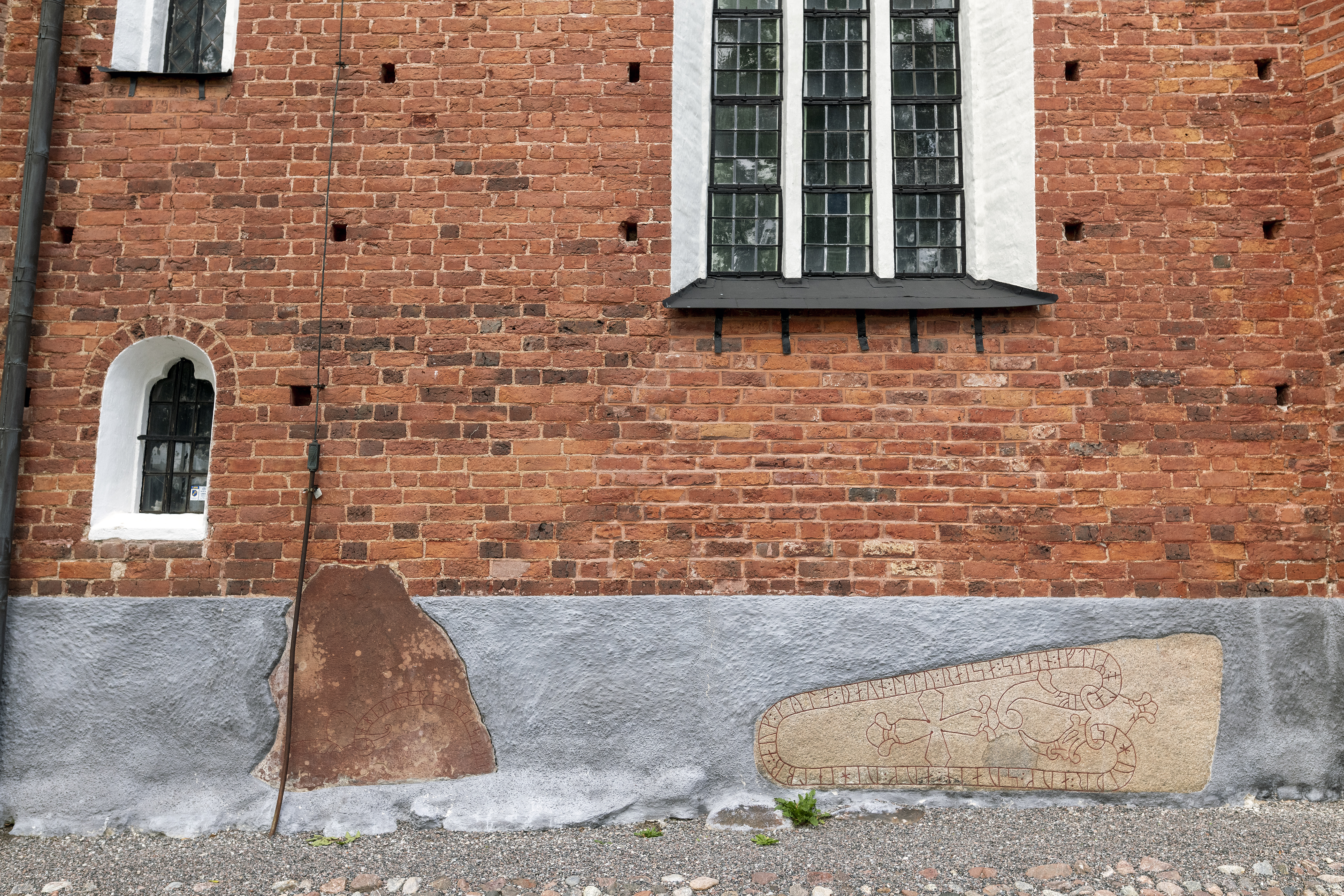
Runsten Sö 278 och 276

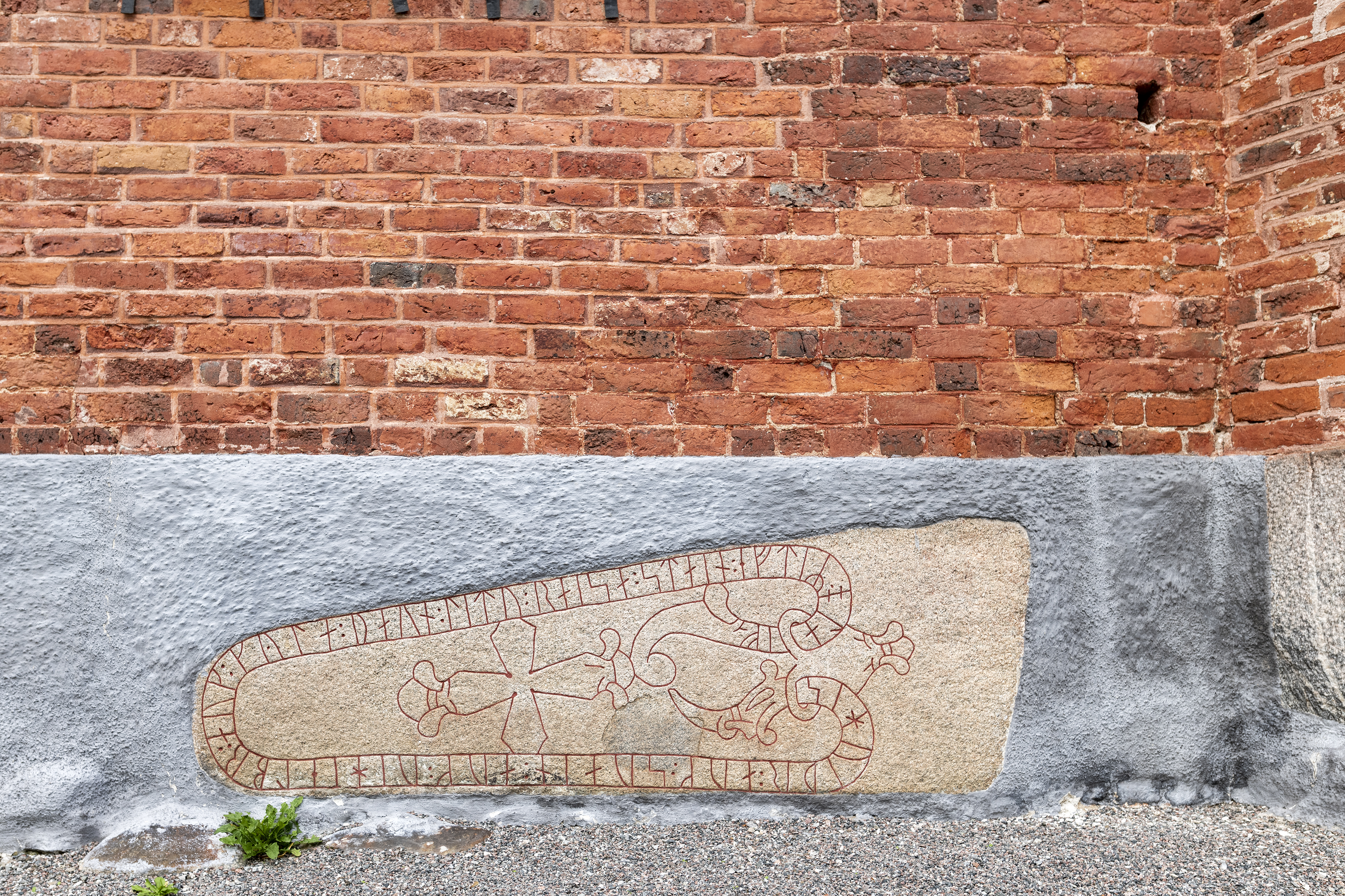
Runsten Sö 276

Runstenar inmurade i kyrkan:
- Södermanlands runinskrifter 277
- Södermanlands runinskrifter 281
- Södermanlands runinskrifter 276
- Södermanlands runinskrifter 278